# Payrac
Ne doit pas être confondu avec Peyrac.
 (novembre 2017).
Si vous disposez d'ouvrages ou d'articles de référence ou si vous connaissez des sites web de qualité traitant du thème abordé ici, merci de compléter l'article en donnant les références utiles à sa vérifiabilité et en les liant à la section « Notes et références ».
Payrac est une commune française située dans le nord du département du Lot, en région Occitanie.
Elle est également dans le causse de Gramat, le plus vaste et le plus sauvage des quatre causses du Quercy.
Exposée à un climat océanique altéré, elle est drainée par le ruisseau de Tournefeuille, le ruisseau des Ardailloux. Incluse dans le bassin de la Dordogne, la commune possède un patrimoine naturel remarquable composé d'une zone naturelle d'intérêt écologique, faunistique et floristique.
Payrac est une commune rurale qui compte 666 habitants en 2022, après avoir connu un pic de population de 1 911 habitants en 1836. Elle fait partie de l'aire d'attraction de Gourdon. Ses habitants sont appelés les Payracois ou  Payracoises.

## Géographie
- La commune est située dans la Bouriane, sur la route nationale 20 (actuelle D 820) et la route nationale 673 (actuelle D 673) entre Souillac et Cahors.

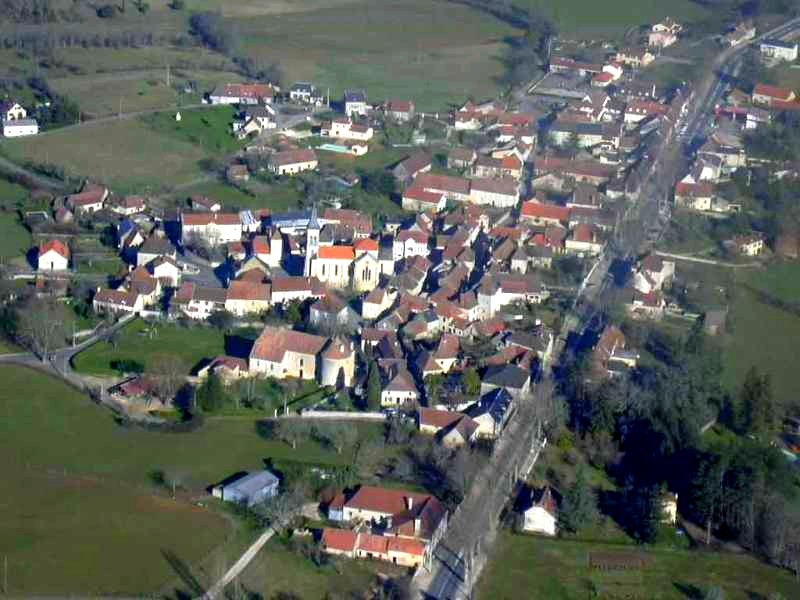
Payrac vue du ciel lors de l'hiver 2009.

### Communes limitrophes
Les communes limitrophes sont Anglars-Nozac, Calès, Lamothe-Fénelon, Loupiac, Reilhaguet, Rouffilhac et Le Vigan-en-Quercy.
| Lamothe-Fénelon | Loupiac  | Calès      |
| Rouffilhac      | Payrac   | Reilhaguet |
| Anglars-Nozac   | Le Vigan |            |

### Climat
Pour des articles plus généraux, voir Climat de l'Occitanie et Climat du Lot.
En 2010, le climat de la commune est de type climat océanique altéré, selon une étude s'appuyant sur une série de données couvrant la période 1971-2000. En 2020, Météo-France publie une typologie des climats de la France métropolitaine dans laquelle la commune est toujours exposée à un climat océanique altéré et est dans la région climatique Ouest et nord-ouest du Massif Central, caractérisée par une pluviométrie annuelle de 900 à 1 500 mm, maximale en automne et en hiver.
Pour la période 1971-2000, la température annuelle moyenne est de 12,1 °C, avec une amplitude thermique annuelle de 15,7 °C. Le cumul annuel moyen de précipitations est de 963 mm, avec 12,1 jours de précipitations en janvier et 7 jours en juillet. Pour la période 1991-2020, la température moyenne annuelle observée sur la station météorologique la plus proche, située dans la commune de Gourdon à 10 km à vol d'oiseau, est de 13,1 °C et le cumul annuel moyen de précipitations est de 823,0 mm,. Pour l'avenir, les paramètres climatiques de la commune estimés pour 2050 selon différents scénarios d’émission de gaz à effet de serre sont consultables sur un site dédié publié par Météo-France en novembre 2022.

### Milieux naturels et biodiversité

#### Espaces protégés
La protection réglementaire est le mode d’intervention le plus fort pour préserver des espaces naturels remarquables et leur biodiversité associée,.
La commune est dans le périmètre du « géoparc des causses du Quercy », classé Géoparc en mai 2017 et appartenant dès lors au réseau mondial des Géoparcs, soutenu par l’UNESCO,.
La commune fait également partie de la zone de transition du bassin de la Dordogne, un territoire d'une superficie de 1 880 258 ha reconnu réserve de biosphère par l'UNESCO en juillet 2012,.

#### Zones naturelles d'intérêt écologique, faunistique et floristique

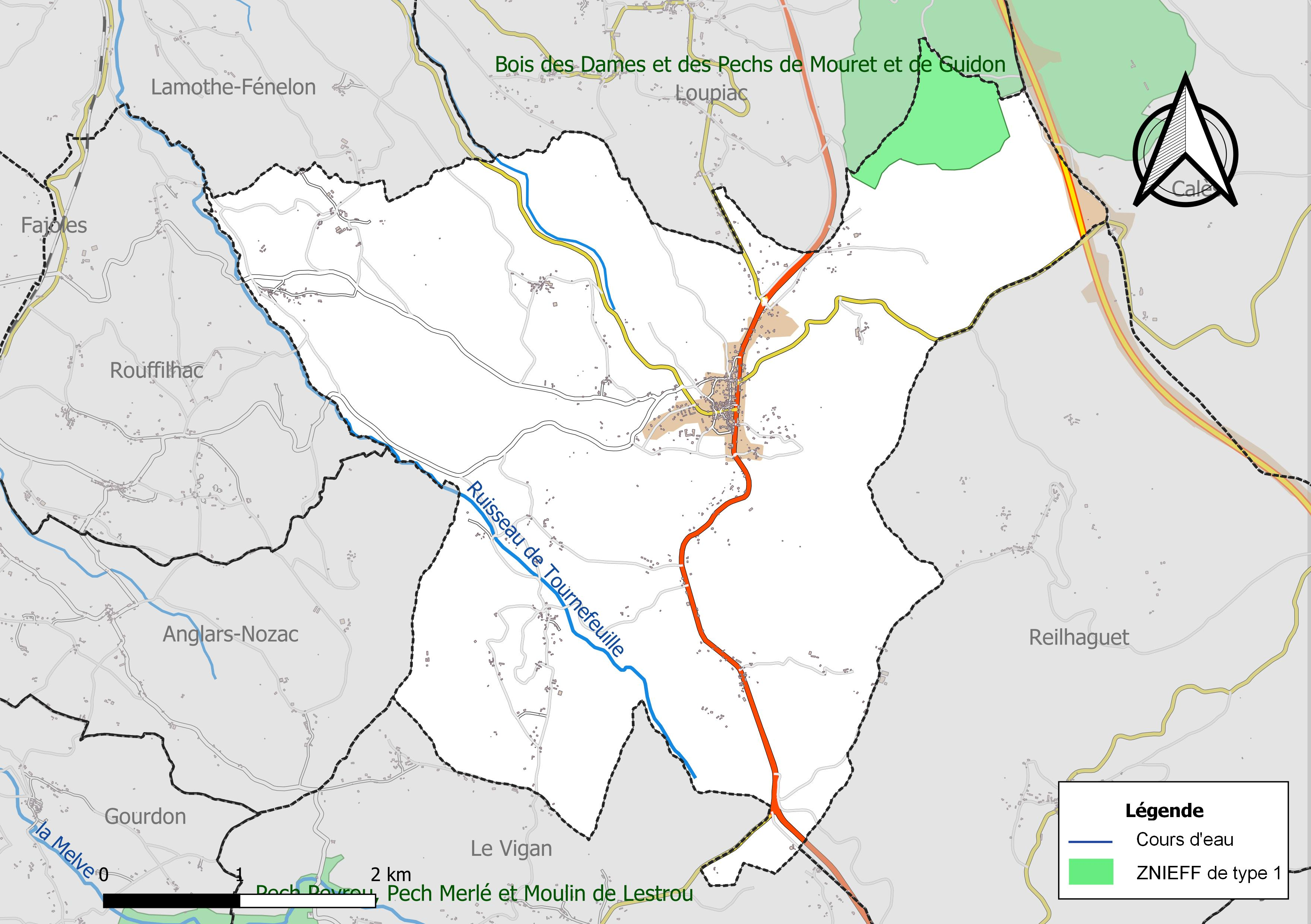
Carte de la ZNIEFF de type 1 localisée dans la commune.

L’inventaire des zones naturelles d'intérêt écologique, faunistique et floristique (ZNIEFF) a pour objectif de réaliser une couverture des zones les plus intéressantes sur le plan écologique, essentiellement dans la perspective d’améliorer la connaissance du patrimoine naturel national et de fournir aux différents décideurs un outil d’aide à la prise en compte de l’environnement dans l’aménagement du territoire.
Une ZNIEFF de type 1 est recensée dans la commune :
les « bois des Dames et des pechs de Mouret et de Guidon » (471 ha), couvrant 3 communes du département.

## Urbanisme

### Typologie
Au 1er janvier 2024, Payrac est catégorisée commune rurale à habitat dispersé, selon la nouvelle grille communale de densité à sept niveaux définie par l'Insee en 2022.
Elle est située hors unité urbaine. Par ailleurs la commune fait partie de l'aire d'attraction de Gourdon, dont elle est une commune de la couronne,. Cette aire, qui regroupe 22 communes, est catégorisée dans les aires de moins de 50 000 habitants,.

### Occupation des sols
L'occupation des sols de la commune, telle qu'elle ressort de la base de données européenne d’occupation biophysique des sols Corine Land Cover (CLC), est marquée par l'importance des forêts et milieux semi-naturels (54,6 % en 2018), une proportion sensiblement équivalente à celle de 1990 (54,1 %). La répartition détaillée en 2018 est la suivante : 
forêts (49,1 %), prairies (32,6 %), zones agricoles hétérogènes (10 %), milieux à végétation arbustive et/ou herbacée (5,5 %), zones urbanisées (2,2 %), zones industrielles ou commerciales et réseaux de communication (0,6 %). L'évolution de l’occupation des sols de la commune et de ses infrastructures peut être observée sur les différentes représentations cartographiques du territoire : la carte de Cassini (XVIIIe siècle), la carte d'état-major (1820-1866) et les cartes ou photos aériennes de l'IGN pour la période actuelle (1950 à aujourd'hui).

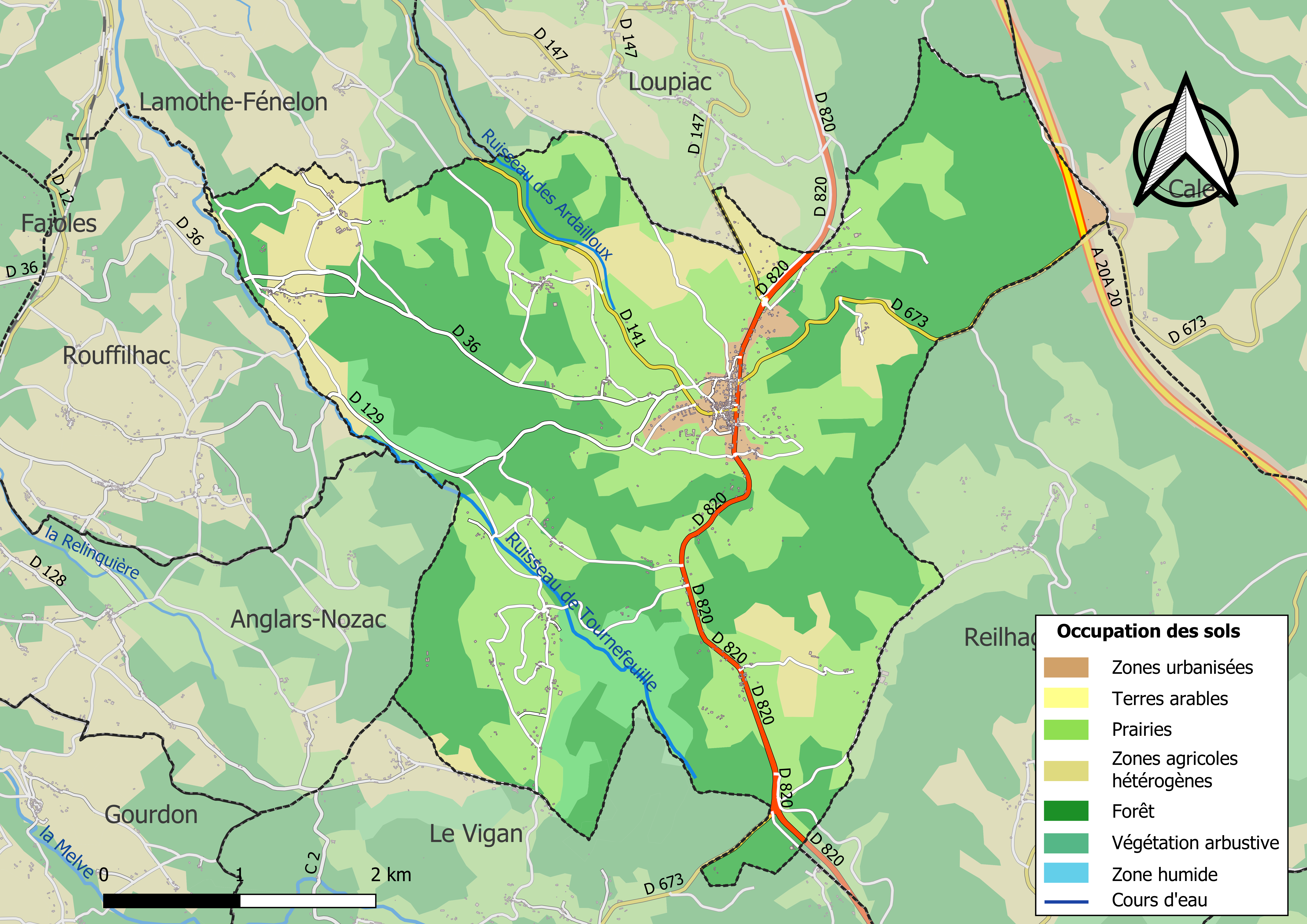
Carte des infrastructures et de l'occupation des sols de la commune en 2018 (CLC).

### Risques majeurs
Le territoire de la commune de Payrac est vulnérable à différents aléas naturels : météorologiques (tempête, orage, neige, grand froid, canicule ou sécheresse), inondations, feux de forêts, mouvements de terrains et séisme (sismicité très faible). Il est également exposé à un risque technologique, le transport de matières dangereuses. Un site publié par le BRGM permet d'évaluer simplement et rapidement les risques d'un bien localisé soit par son adresse soit par le numéro de sa parcelle.

#### Risques naturels
Certaines parties du territoire communal sont susceptibles d’être affectées par le risque d’inondation par débordement de cours d'eau, notamment le Tournefeuille. La cartographie des zones inondables en ex-Midi-Pyrénées réalisée dans le cadre du XIe Contrat de plan État-région, visant à informer les citoyens et les décideurs sur le risque d’inondation, est accessible sur le site de la DREAL Occitanie. La commune a été reconnue en état de catastrophe naturelle au titre des dommages causés par les inondations et coulées de boue survenues en 1982 et 1999,.
Payrac est exposée au risque de feu de forêt du fait de la présence sur son territoire du massif Ouest. Un plan départemental de protection des forêts contre les incendies a été approuvé par arrêté préfectoral le 30 novembre 2015 pour la période 2015-2025. Les propriétaires doivent ainsi couper les broussailles, les arbustes et les branches basses sur une profondeur de 50 mètres, aux abords des constructions, chantiers, travaux et installations de toute nature, situées à moins de 200 mètres de terrains en nature
de bois, forêts, plantations, reboisements, landes ou friches. Le brûlage des déchets issus de l’entretien des parcs et jardins des ménages et des collectivités est interdit. L’écobuage est également interdit, ainsi que les feux de type méchouis et barbecues, à l’exception de ceux prévus dans des installations fixes (non situées sous couvert d'arbres) constituant une dépendance d'habitation.

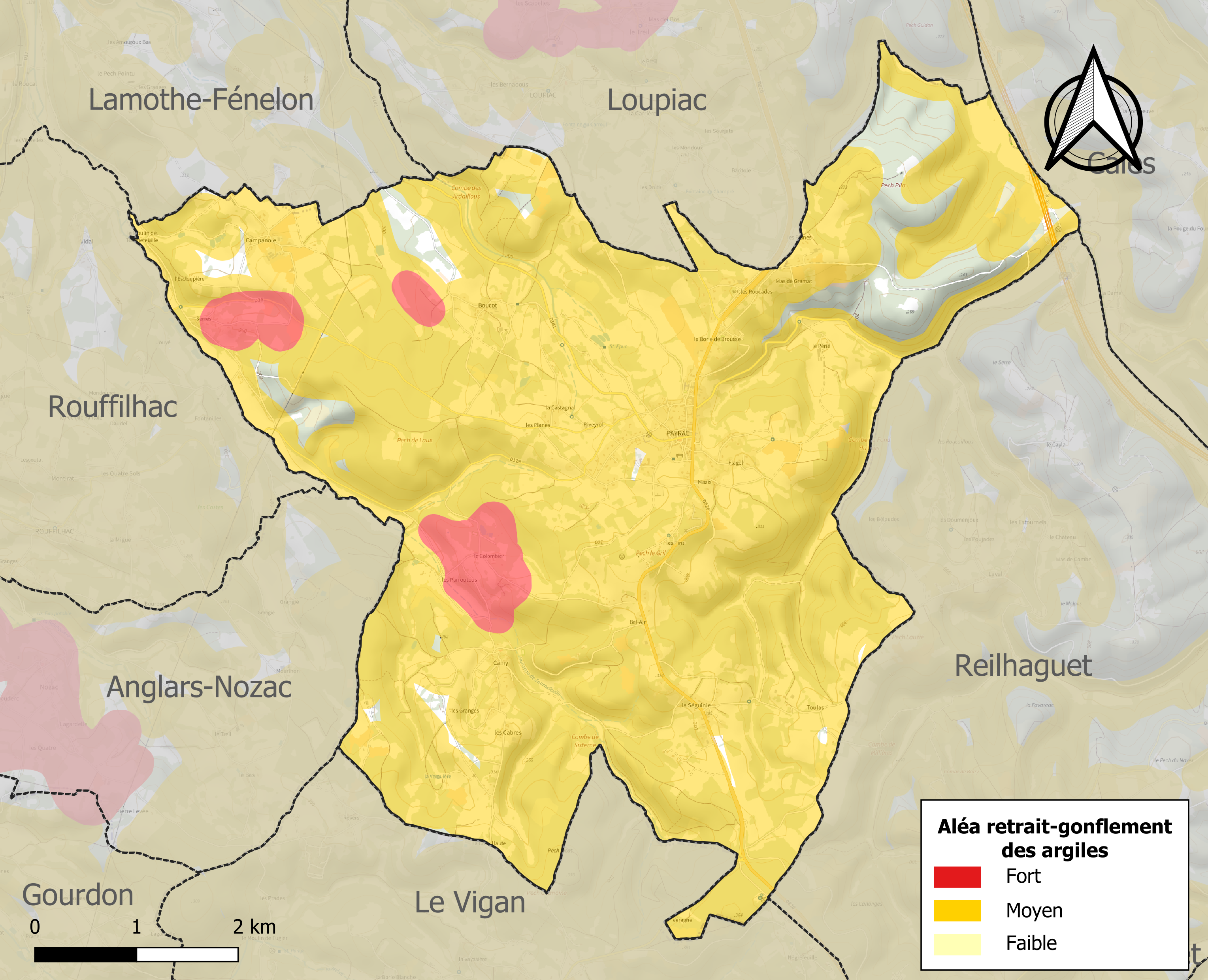
Carte des zones d'aléa retrait-gonflement des sols argileux de Payrac.

Les mouvements de terrains susceptibles de se produire dans la commune sont des affaissements et effondrements liés aux cavités souterraines (hors mines), des éboulements, chutes de pierres et de blocs, des glissements de terrain et des tassements différentiels. Par ailleurs, afin de mieux appréhender le risque d’affaissement de terrain, l'inventaire national des cavités souterraines permet de localiser celles situées dans la commune.
Le retrait-gonflement des sols argileux est susceptible d'engendrer des dommages importants aux bâtiments en cas d’alternance de périodes de sécheresse et de pluie. 93 % de la superficie communale est en aléa moyen ou fort (67,7 % au niveau départemental et 48,5 % au niveau national). Sur les 443 bâtiments dénombrés dans la commune en 2019, 439 sont en aléa moyen ou fort, soit 99 %, à comparer aux 72 % au niveau départemental et 54 % au niveau national. Une cartographie de l'exposition du territoire national au retrait gonflement des sols argileux est disponible sur le site du BRGM,.
Par ailleurs, afin de mieux appréhender le risque d’affaissement de terrain, l'inventaire national des cavités souterraines permet de localiser celles situées dans la commune.
Concernant les mouvements de terrains, la commune a été reconnue en état de catastrophe naturelle au titre des dommages causés par la sécheresse en 1989 et 2019 et par des mouvements de terrain en 1999.

#### Risques technologiques
Le risque de transport de matières dangereuses dans la commune est lié à sa traversée par une route à fort trafic. Un accident se produisant sur une telle infrastructure est susceptible d’avoir des effets graves sur les biens, les personnes ou l'environnement, selon la nature du matériau transporté. Des dispositions d’urbanisme peuvent être préconisées en conséquence.

## Toponymie
Selon Gaston Bazalgues, le toponyme Payrac, d'origine gallo-romaine, est basé sur un anthroponyme Parius ou Patrius. La terminaison -ac est issue du suffixe gaulois -acon (lui-même du celtique commun *-āko-), souvent latinisé en -acum dans les textes.
Pour d'autres, Payrac tire son nom de l’occitan « Peyro » qui signifie « pierres »

## Histoire
Payrac était un bourg important sous la paix romaine. L’écrit le plus ancien mentionnant le village remonte au Xe siècle. À l’époque féodale, Payrac appartenait aux seigneurs de Gourdon, ville fortifiée qui reste encore la capitale de la Bouriane. Vers 1279, Payrac devint propriété de la famille Verneuil et le resta environ cinq cents ans. C’est à cette époque, au XIIIe /  XIVe siècle que le château, dont il ne reste que la grosse tour féodale, fut construit.
Au cours de la guerre de Cent Ans, la population fut pratiquement exterminée ; la région fut donc ensuite repeuplée à partir des régions avoisinantes.
Au 16e, Payrac souffrit des guerres de religion. À la suite d'une défaite en 1580 à Rocamadour les protestants se réfugièrent dans l’église et dans le château de Payrac. Celui-ci fut alors incendié et les protestants, exterminés (environ 500 morts).
À partir de la Renaissance, Payrac prit de l’importance en tant que centre postal et relais d’étape. Le courrier en provenance des grandes villes de France y fut déposé pour être réexpédié dans toute la région. La vie devint plus ordonnée et plus prospère. La notoriété du village dans le domaine des foires et marchés augmenta, et couvrit rapidement une zone très étendue. Les archives montrent que d’énormes quantités de grain et de bétail furent vendues sur les marchés pendant cette période.
La révolution de 1789 entraîna le dépeuplement de Payrac ; la population actuelle, d’environ 700 habitants, ne représente qu’un tiers de celle de 1789. Vint ensuite l’ouverture, sous le règne de Napoléon, d’une voie impériale traversant Payrac pour relier Paris à Toulouse (l’actuelle RD 820) puis l’avènement du chemin de fer transportant les marchandises plus vite et plus loin, qui diminuèrent le rôle prépondérant de plaque commerciale qu’était devenue Payrac. Jusqu'au début du XXe siècle, la vigne et la lavande étaient cultivées dans le canton de Payrac, une distillerie de lavande y était même présente. Le phylloxéra détruisit la majeure partie des vignes, tandis que la culture de la lavande fut abandonnée au profit de régions plus productives comme la Provence. La révolution industrielle qui ne toucha que très peu le Lot et quasi inexistante à Payrac, a contribué avec les causes précédentes à son déclin dès le XIXe siècle et surtout au XXe siècle. Le village perdit plus de la moitié de sa population (la commune comptait plus de 1 200 habitants dans les années 1800-1850). La révolution industrielle accentua ainsi le mouvement de dépeuplement et la disparition de l’artisanat local. Malgré ces pertes de population, le village réussit à conserver une communauté relativement prospère, et demeure un centre administratif.

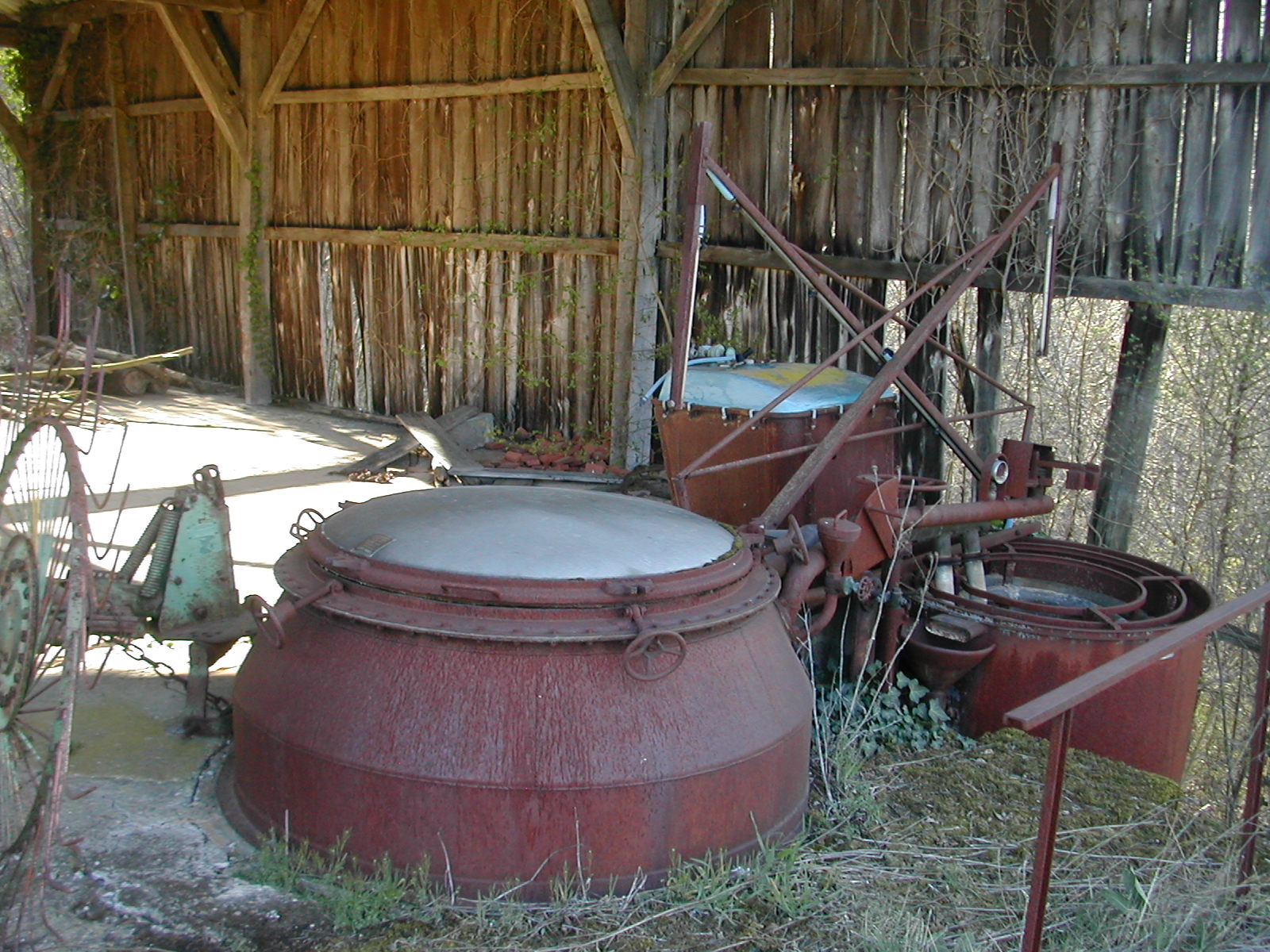
Alambic à lavande situé entre les communes de Payrac et Rouffilhac.
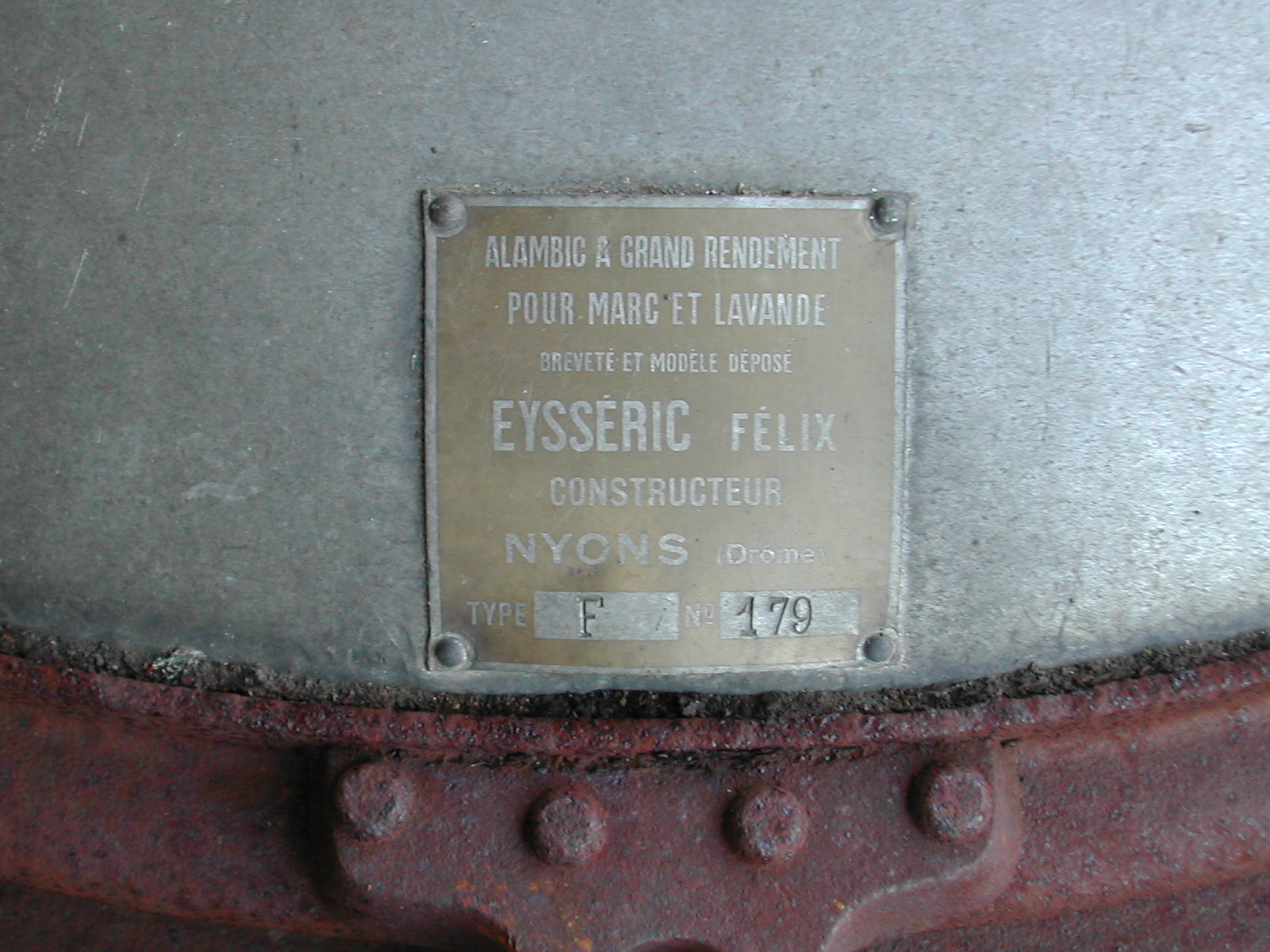
Alambic à lavande situé entre les communes de Payrac et Rouffilhac.

L'offre en matière de services commerciaux et administratifs est bien en place et parfaitement adaptée aux exigences du moment.
Le grand attrait du village est sans doute sa situation, car il est entouré de sites remarquables tels que Rocamadour ou Padirac. Les principales activités du village et de son canton sont maintenant l'agriculture, avec de nombreux vergers de noyers et de chênes truffiers. L'élevage est aussi présent, celui des canards et la production de foie gras participant à l'authenticité du canton payracois.[réf. nécessaire]

## Territoire communal
La commune de Payrac absorbe Camy et Loupiac en 1806.
Elle cède Loupiac en 1839 pour que celle-ci puisse reformer une commune indépendante.

## Politique et administration
| Période                                  | Période       | Identité                       | Étiquette | Qualité            |
| ---------------------------------------- | ------------- | ------------------------------ | --------- | ------------------ |
| 1802                                     | 1813          | Joseph Hebrard                 |           |                    |
| 1813                                     | 1819          | Antoine Laffargue              |           |                    |
| 1819                                     | 1830          | Pierre Delmas                  |           |                    |
| 1830                                     | 1837          | Jean Pierre Bonaventure Lauvel |           |                    |
| 1837                                     | 1852          | Antoine Andrieu                |           |                    |
| 1852                                     | 1878          | Eugène Lauvel                  |           |                    |
| 1878                                     | 1882          | Jean Constanty                 |           |                    |
| 1882                                     | 1900          | Antoine Iscard                 |           |                    |
| mars 2001                                | 2008          | Jean-Pierre Favory             |           |                    |
| mars 2008                                | 2014          | Bernard Choulet                | PRG       | Conseiller général |
| Mars 2014                                | Décembre 2015 | Patrick Deltombe               |           |                    |
| Février 2016                             | Juin 2020     | Jean-Pierre Favory             |           |                    |
| Juin 2020                                | En cours      | François Nadaud                |           |                    |
| Les données manquantes sont à compléter. |               |                                |           |                    |

## Démographie
L'évolution du nombre d'habitants est connue à travers les recensements de la population effectués dans la commune depuis 1793. Pour les communes de moins de 10 000 habitants, une enquête de recensement portant sur toute la population est réalisée tous les cinq ans, les populations de référence des années intermédiaires étant quant à elles estimées par interpolation ou extrapolation. Pour la commune, le premier recensement exhaustif entrant dans le cadre du nouveau dispositif a été réalisé en 2006.

En 2022, la commune comptait 666 habitants, en évolution de +6,05 % par rapport à 2016 (Lot : +1,31 %, France hors Mayotte : +2,11 %).
| 1793  | 1800 | 1806  | 1821  | 1831  | 1836  | 1841  | 1846  | 1851  |
| ----- | ---- | ----- | ----- | ----- | ----- | ----- | ----- | ----- |
| 1 017 | 909  | 1 160 | 1 786 | 1 809 | 1 911 | 1 253 | 1 267 | 1 265 |

| 1856  | 1861  | 1866  | 1872  | 1876  | 1881  | 1886  | 1891  | 1896  |
| ----- | ----- | ----- | ----- | ----- | ----- | ----- | ----- | ----- |
| 1 290 | 1 320 | 1 255 | 1 240 | 1 222 | 1 185 | 1 179 | 1 136 | 1 069 |

| 1901 | 1906 | 1911 | 1921 | 1926 | 1931 | 1936 | 1946 | 1954 |
| ---- | ---- | ---- | ---- | ---- | ---- | ---- | ---- | ---- |
| 980  | 960  | 968  | 846  | 816  | 719  | 687  | 646  | 580  |

| 1962 | 1968 | 1975 | 1982 | 1990 | 1999 | 2006 | 2011 | 2016 |
| ---- | ---- | ---- | ---- | ---- | ---- | ---- | ---- | ---- |
| 523  | 512  | 456  | 448  | 492  | 564  | 626  | 636  | 628  |

| 2021 | 2022 | - | - | - | - | - | - | - |
| ---- | ---- | - | - | - | - | - | - | - |
| 650  | 666  | - | - | - | - | - | - | - |

De 1806 à 1839 la commune de Loupiac a été absorbée par celle de Payrac, d'où la population bien plus élevée.
 Évolution des tranches d'âge de la population de Payrac entre 1999 et 2007
Données trouvées sur le site de l'INSEE

## Données socio-économiques
En 2006 :
- La population était de 626 personnes, avec 52,2 % d'hommes et 47,8 % de femmes ;
- Le nombre de célibataire était de 31,4 % dans la population ;
- Les couples mariés représentaient 53 % de la population ;
- Dans la commune de Payrac, les divorcés représentaient 6,7 % ;
- Le nombre de veufs était de 9 % à Payrac.

Entre 1999 et 2006 :
- En 1999, il y avait 564 personnes, avec 52,7 % d'hommes et 47,3 % de femmes ;
- Le taux de chômage en 2006 était de 14,9 %. En 1999, il était de 10,6 % ;
- Les retraités et les préretraités représentaient 28,1 % de la population en 2006 et 28 % en 1999 ;
- Le taux d'activité était de 68,9 % en 2006 et de 70,5 % en 1999 ;

Le pourcentage de résidences secondaires à Payrac est un des plus élevés du département, 38,96 % des logements dans la commune sont des résidences secondaires.
Sources : Insee

## Économie

### Revenus
En 2018, la commune compte 287 ménages fiscaux, regroupant 570 personnes. La médiane du revenu disponible par unité de consommation est de 20 360 € (20 740 € dans le département).

### Emploi
|                | 2008   | 2013   | 2018   |
| -------------- | ------ | ------ | ------ |
| Commune        | 10,3 % | 10,8 % | 16,7 % |
| Département    | 7,3 %  | 8,9 %  | 9,6 %  |
| France entière | 8,3 %  | 10 %   | 10 %   |

En 2018, la population âgée de 15 à 64 ans s'élève à 328 personnes, parmi lesquelles on compte 75,3 % d'actifs (58,6 % ayant un emploi et 16,7 % de chômeurs) et 24,7 % d'inactifs,. Depuis 2008, le taux de chômage communal (au sens du recensement) des 15-64 ans est supérieur à celui de la France et du département.
La commune fait partie de la couronne de l'aire d'attraction de Gourdon, du fait qu'au moins 15 % des actifs travaillent dans le pôle,. Elle compte 137 emplois en 2018, contre 152 en 2013 et 137 en 2008. Le nombre d'actifs ayant un emploi résidant dans la commune est de 196, soit un indicateur de concentration d'emploi de 69,6 % et un taux d'activité parmi les 15 ans ou plus de 46,7 %.
Sur ces 196 actifs de 15 ans ou plus ayant un emploi, 68 travaillent dans la commune, soit 35 % des habitants. Pour se rendre au travail, 77,9 % des habitants utilisent un véhicule personnel ou de fonction à quatre roues, 1,5 % les transports en commun, 8,7 % s'y rendent en deux-roues, à vélo ou à pied et 11,9 % n'ont pas besoin de transport (travail au domicile).

### Activités hors agriculture

#### Secteurs d'activités
78 établissements sont implantés  à Payrac au 31 décembre 2019. Le tableau ci-dessous en détaille le nombre par secteur d'activité et compare les ratios avec ceux du département,.
| Secteur d'activité                                                                                        | Commune | Commune | Département |
| Secteur d'activité                                                                                        | Nombre  | %       | %           |
| --- | ------- | ------- | ----------- |
| Ensemble                                                                                                  | 78      | 100 %   | (100 %)     |
| Industrie manufacturière, industries extractives et autres                                                | 6       | 7,7 %   | (14 %)      |
| Construction                                                                                              | 15      | 19,2 %  | (13,9 %)    |
| Commerce de gros et de détail, transports, hébergement et restauration                                    | 22      | 28,2 %  | (29,9 %)    |
| Information et communication                                                                              | 2       | 2,6 %   | (1,8 %)     |
| Activités financières et d'assurance                                                                      | 1       | 1,3 %   | (2,8 %)     |
| Activités immobilières                                                                                    | 1       | 1,3 %   | (3,5 %)     |
| Activités spécialisées, scientifiques et techniques et activités de services administratifs et de soutien | 8       | 10,3 %  | (13,5 %)    |
| Administration publique, enseignement, santé humaine et action sociale                                    | 17      | 21,8 %  | (12 %)      |
| Autres activités de services                                                                              | 6       | 7,7 %   | (8,7 %)     |

Le secteur du commerce de gros et de détail, des transports, de l'hébergement et de la restauration est prépondérant dans la commune puisqu'il représente 28,2 % du nombre total d'établissements de la commune (22 sur les 78 entreprises implantées  à Payrac), contre 29,9 % au niveau départemental.

#### Entreprises et commerces
Les trois entreprises ayant leur siège social sur le territoire communal qui génèrent le plus de chiffre d'affaires en 2020 sont : 
- Litorni, restauration traditionnelle (79 k€)
- SCT, terrains de camping et parcs pour caravanes ou véhicules de loisirs (77 k€)
- MCL La Gourmande, gestion de fonds (66 k€)

### Agriculture
La commune est dans les Causses », une petite région agricole occupant une grande partie centrale du département du Lot. En 2020, l'orientation technico-économique de l'agriculture  dans la commune est la combinaisons de granivores (porcins, volailles).
|               | 1988 | 2000 | 2010 | 2020 |
| ------------- | ---- | ---- | ---- | ---- |
| Exploitations | 43   | 28   | 20   | 10   |
| SAU (ha)      | 699  | 729  | 688  | 444  |

Le nombre d'exploitations agricoles en activité et ayant leur siège dans la commune est passé de 43 lors du recensement agricole de 1988  à 28 en 2000 puis à 20 en 2010 et enfin à 10 en 2020, soit une baisse de 77 % en 32 ans. Le même mouvement est observé à l'échelle du département qui a perdu pendant cette période 60 % de ses exploitations,. La surface agricole utilisée dans la commune a également diminué, passant de 699 ha en 1988 à 444 ha en 2020. Parallèlement la surface agricole utilisée moyenne par exploitation a augmenté, passant de 16 à 44 ha.

## Culture locale et patrimoine

### Lieux et monuments
Bourg:
- De ce passé si riche, nous n’avons gardé que quelques bâtiments, dont le château, ancien repaire de la seigneurie de Gourdon, avec sa grosse tour ronde du XVIe siècle. Elle comporte deux étages sur une salle voûtée en demi-sous-sol. Des meurtrières la percent, permettant l’usage d’une petite artillerie. Le logis date du XVIIIe siècle. Le château a accueilli de 1856 à 1957 les sœurs de Saint Vincent de Paul, Certains habitants de Payrac ont conservé l'habitude d'appeler le château : « le couvent ».

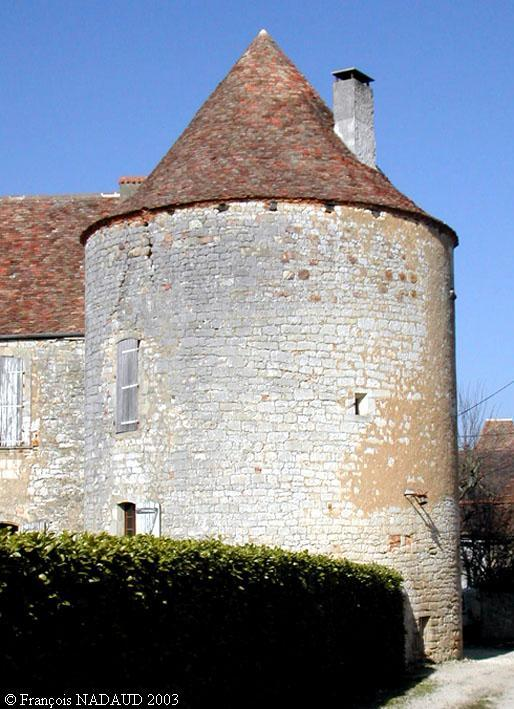
Tour du château.
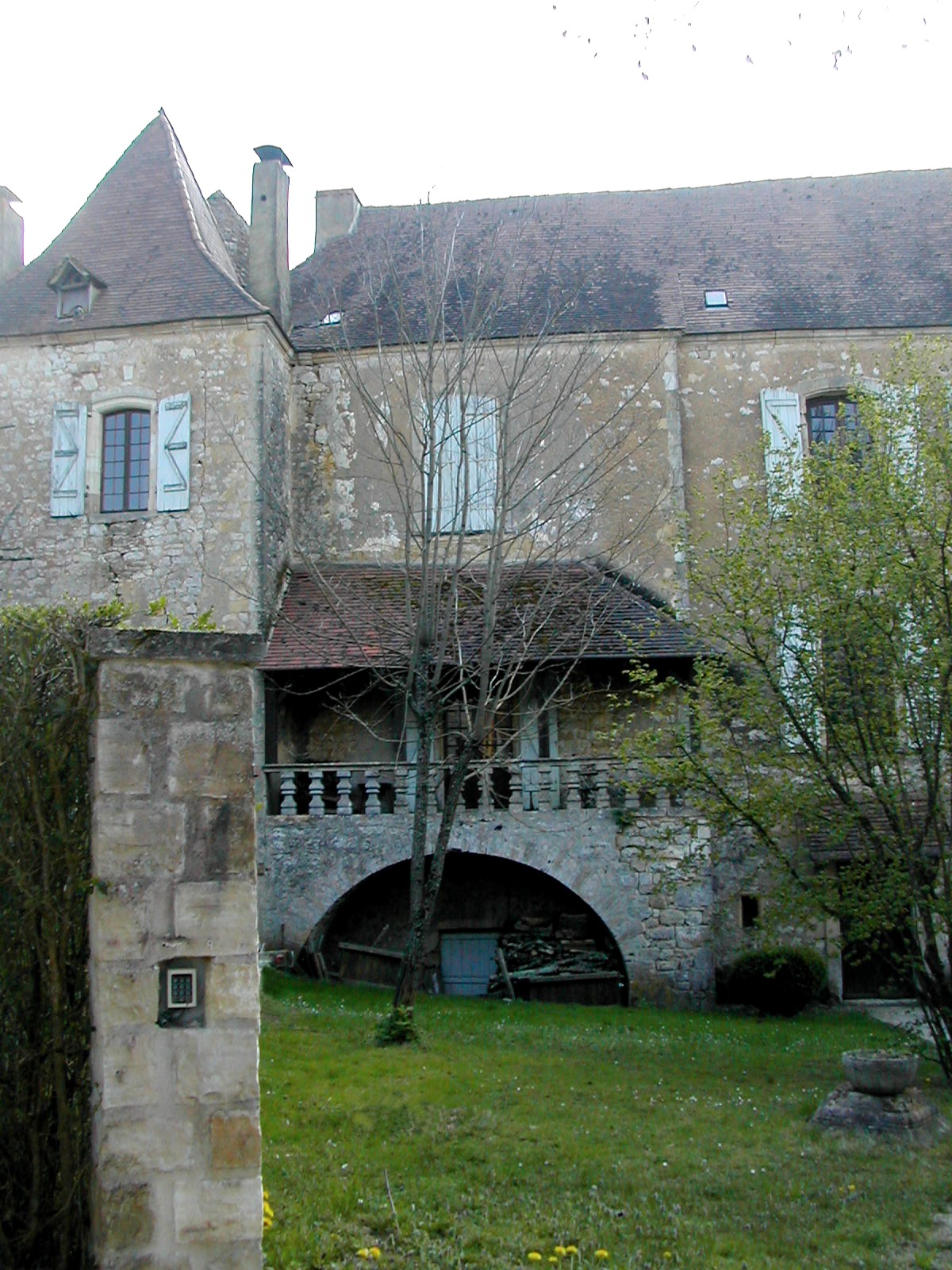
Balcon du château.

- Église Saint-Pierre de Payrac, l'église romane, mal entretenue, fut minée et détruite en 1899 ainsi que la halle et la mairie qui y était accolées. La nouvelle église, terminée en 1901, est une construction étonnante, d’une réelle beauté. Moderne pour l'époque, mais inspirée de styles antique et néoclassique, elle possède de magnifiques vitraux du début du XXe siècle, œuvre des verriers du Lot. Ils représentent la vie du Christ et de la vierge Marie. Ils ont été restaurés en 2001 avec grand soin et ont retrouvé toute leur splendeur. De l'ancienne église, le sanctuaire conserve une belle Vierge à l'Enfant en bois sculpté et un petit tabernacle de style Louis XVI. Un buste du Christ crucifié sculpté dans le bois et polychrome datant de la fin du XVIIe siècle, début XVIIIe siècle se trouve dans la chapelle Saint-Joseph de l'église.
- Église Notre-Dame de Camy. L'édifice est inscrit au monument historiue en décembre 2023 dans[37]. La peinture monumentale est référencée dans la base Palissy[38].

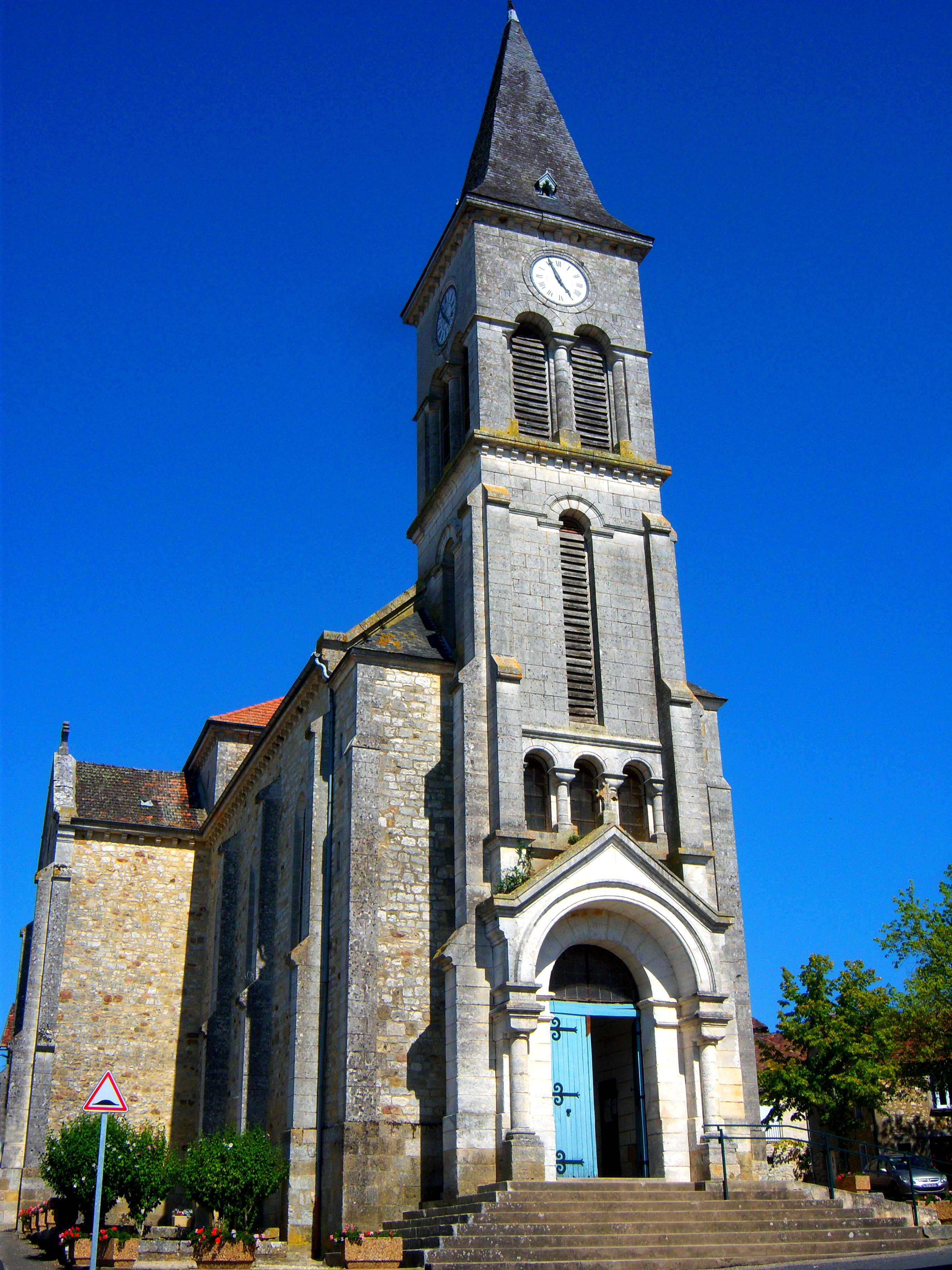
Église Saint-Pierre de Payrac (vue de la place Charles-de-Gaulle).
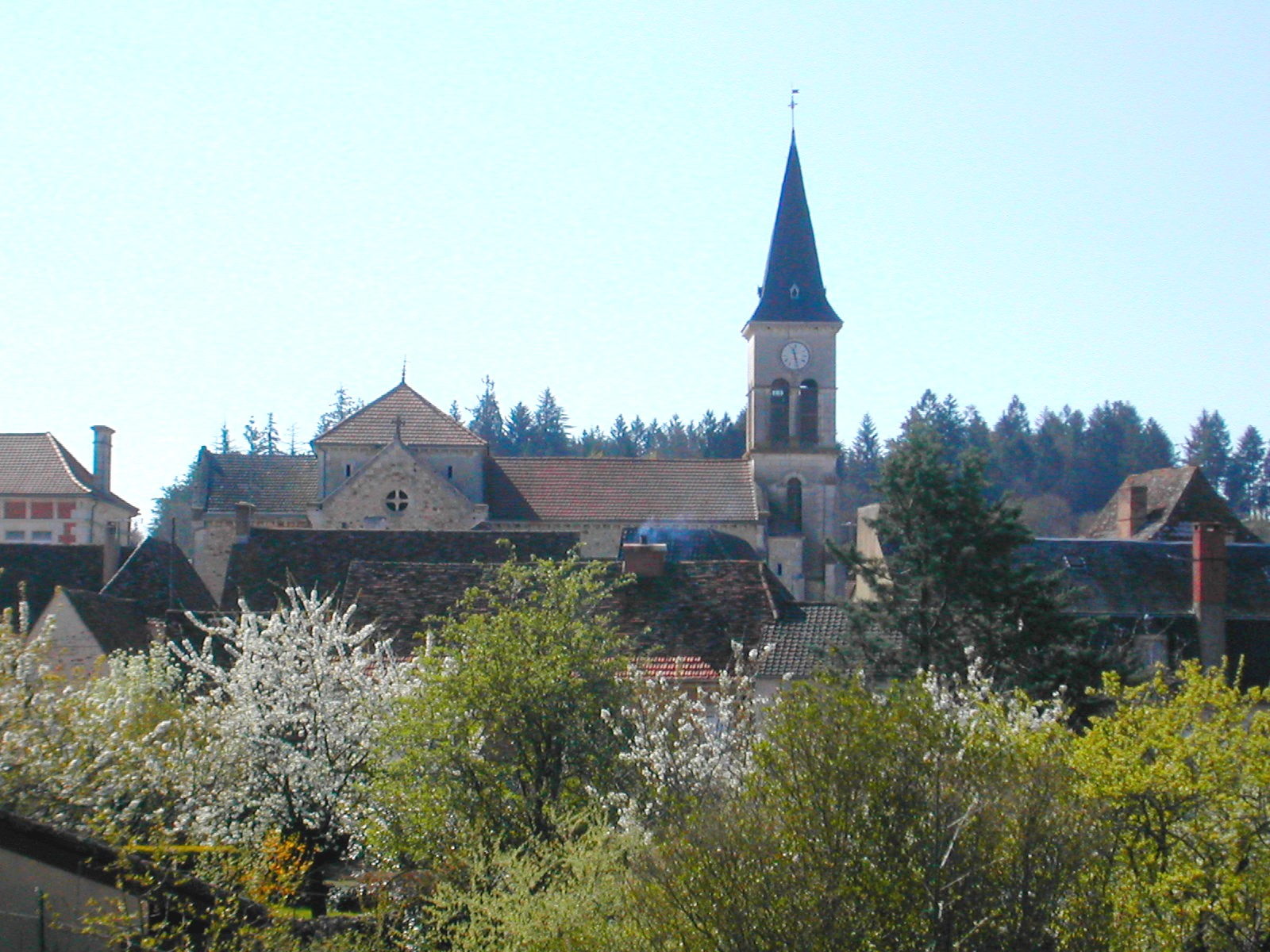
Église Saint-Pierre de Payrac.
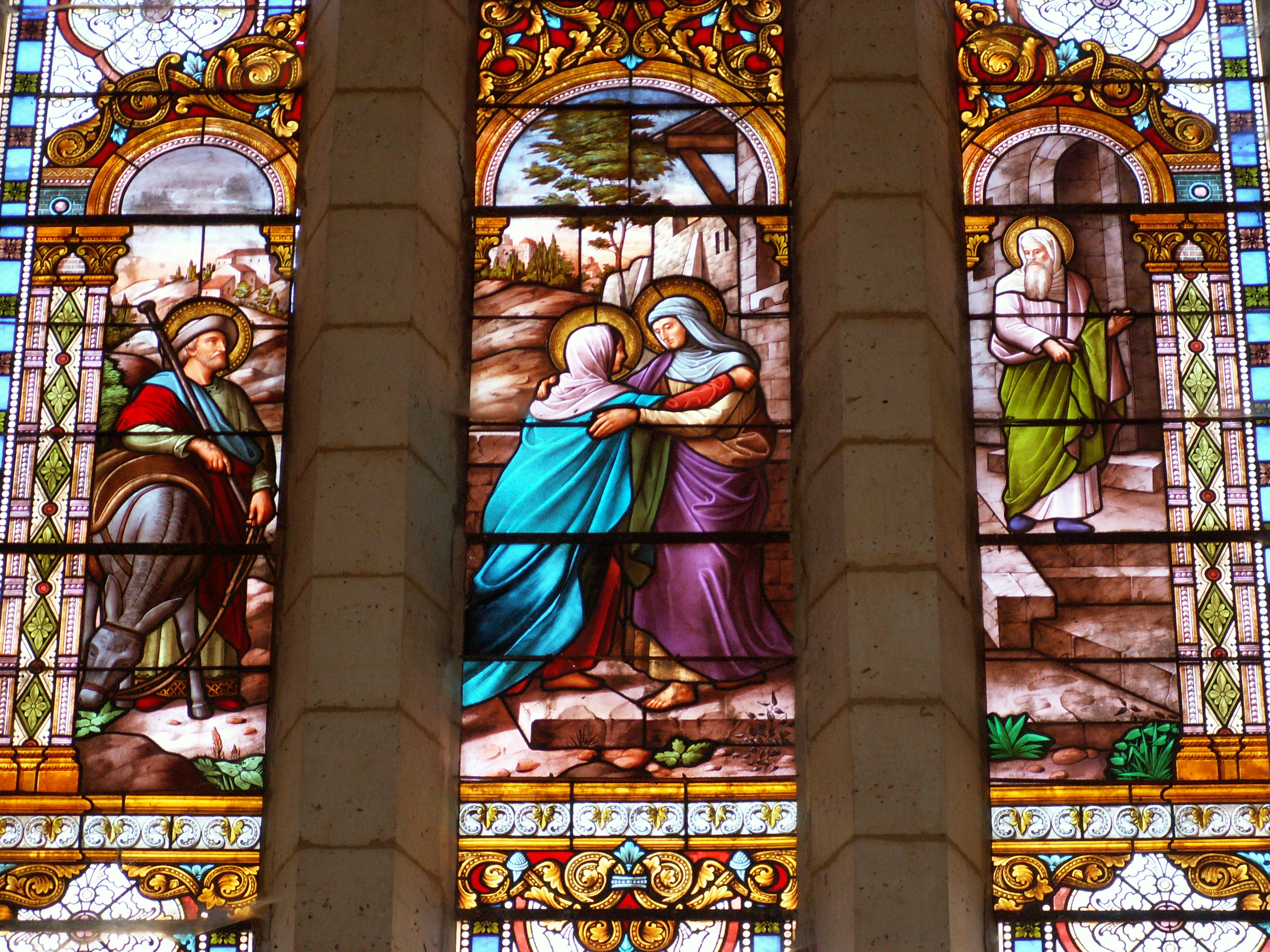
Vitraux de l'église. La Visitation de la Vierge Marie
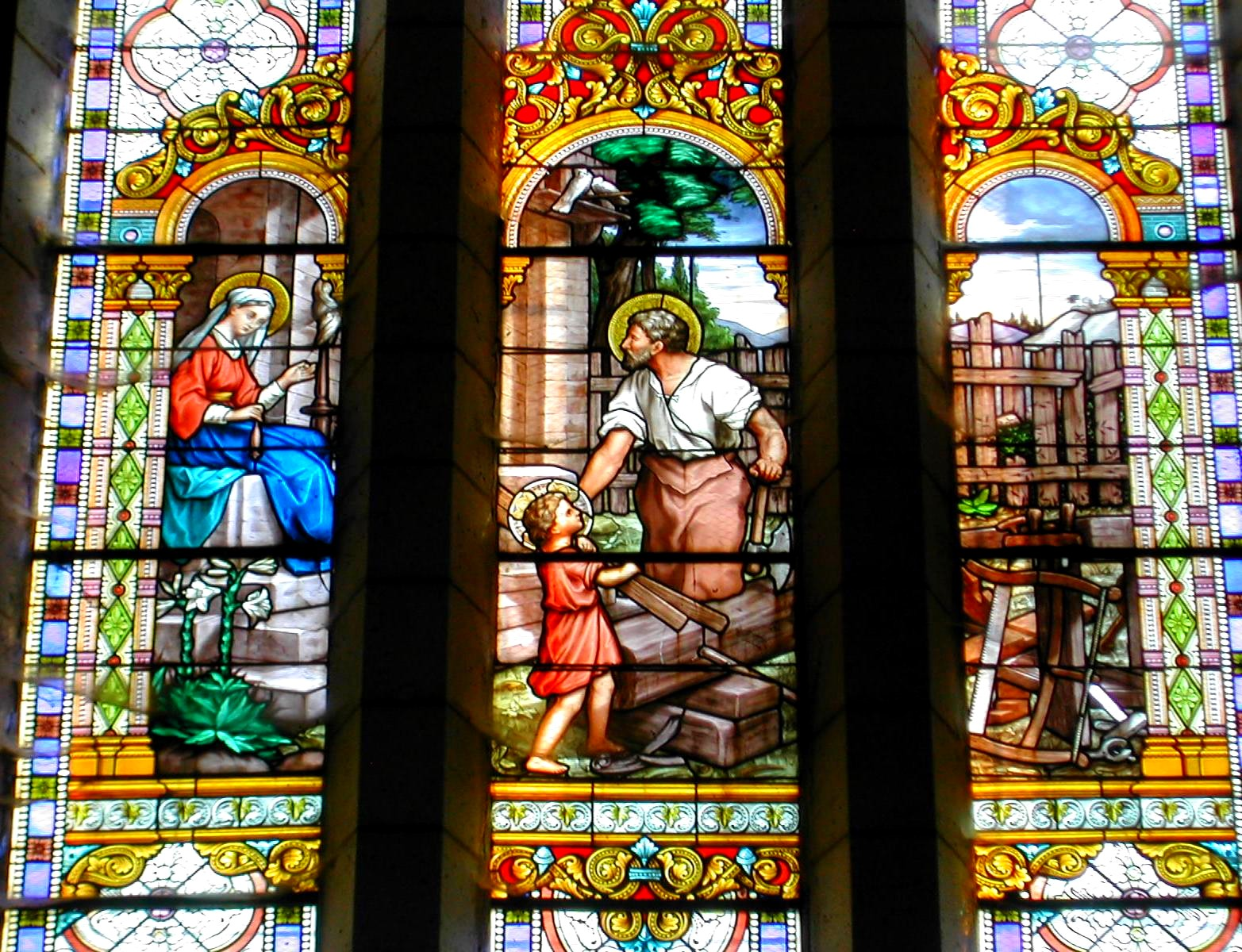
Vitraux de l'église. La Sainte-Famille
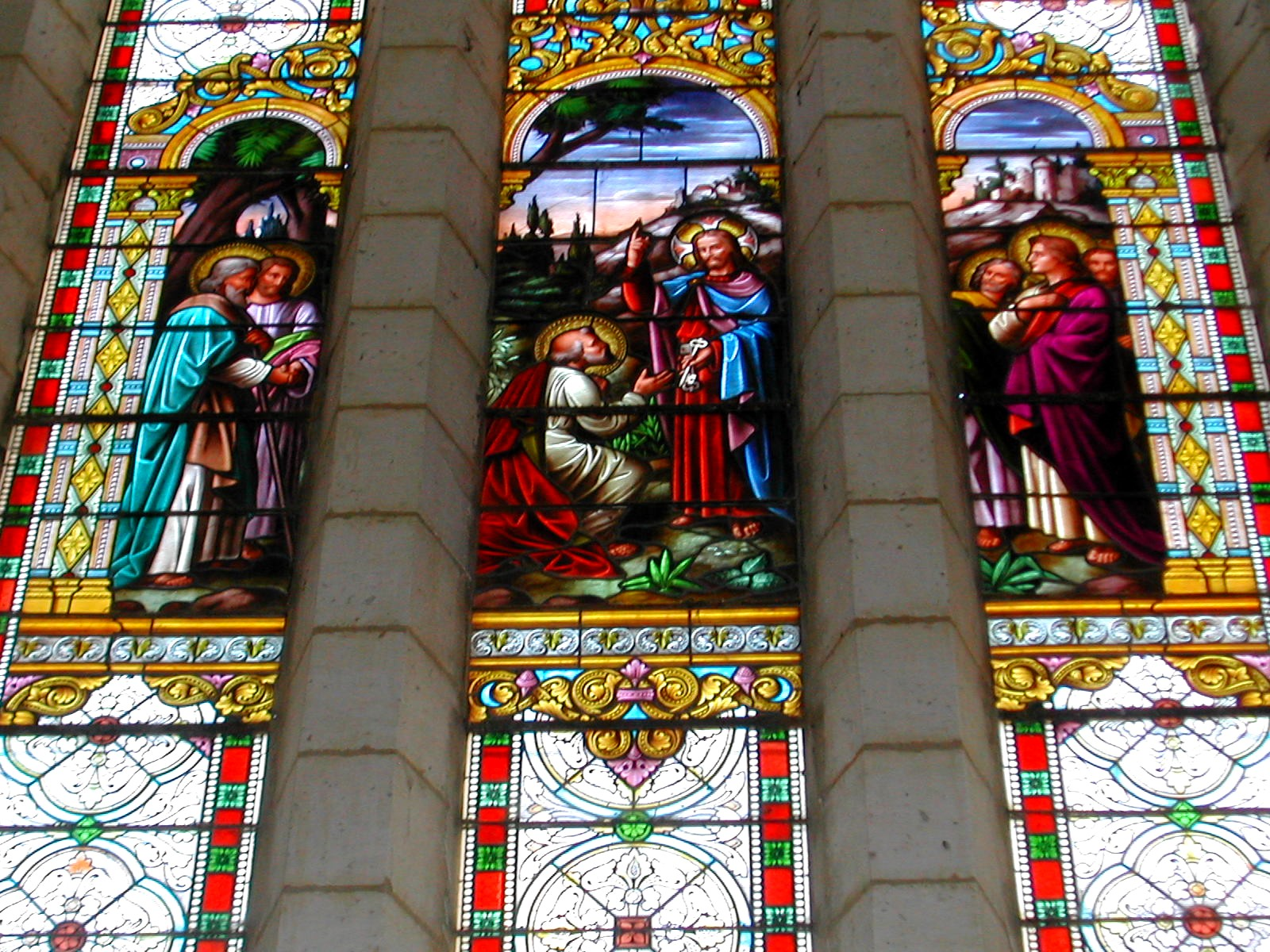
Vitraux de l'église. Jésus donne les clefs du royaume à saint Pierre[39].
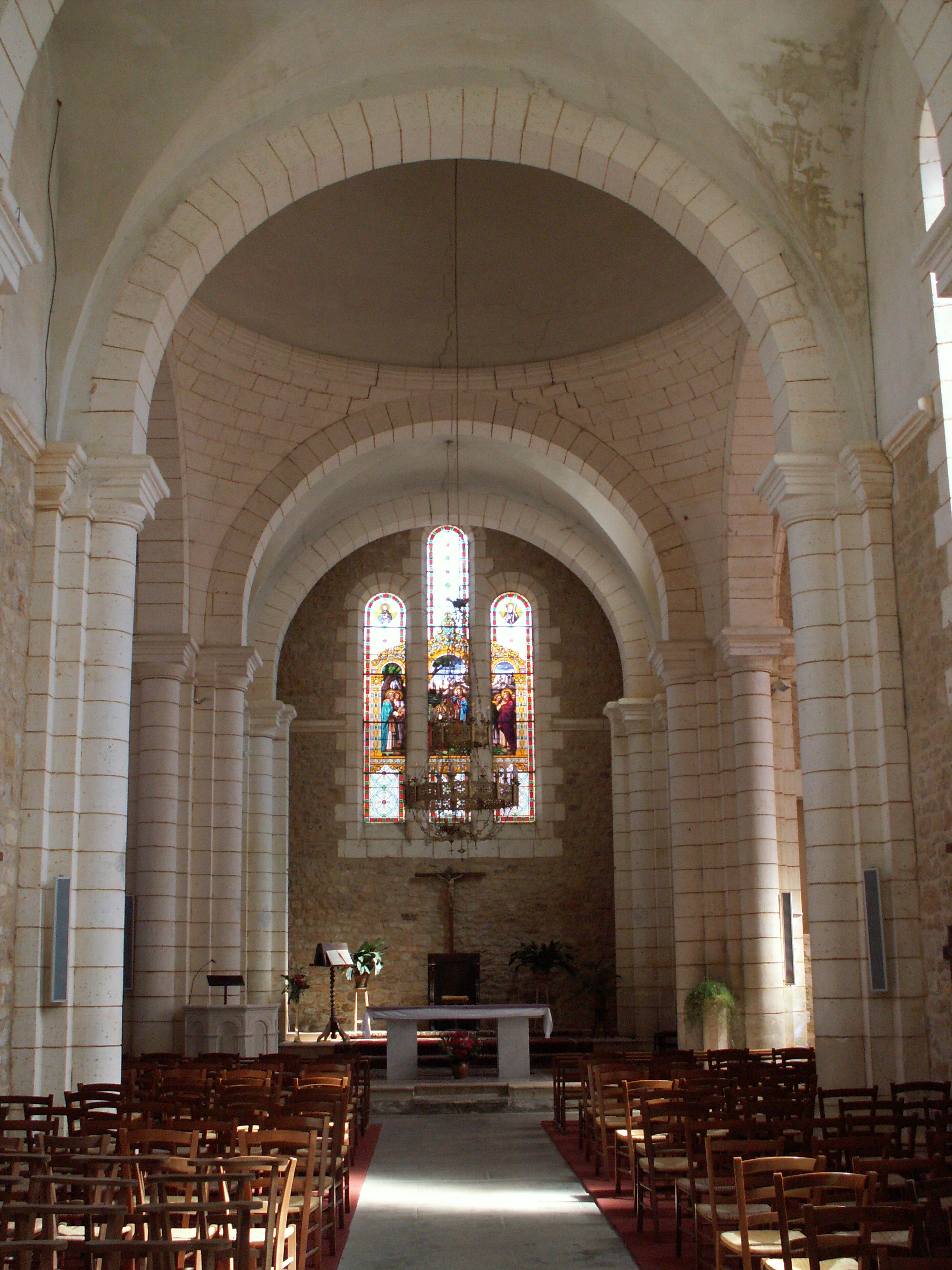
Intérieur de l'église.
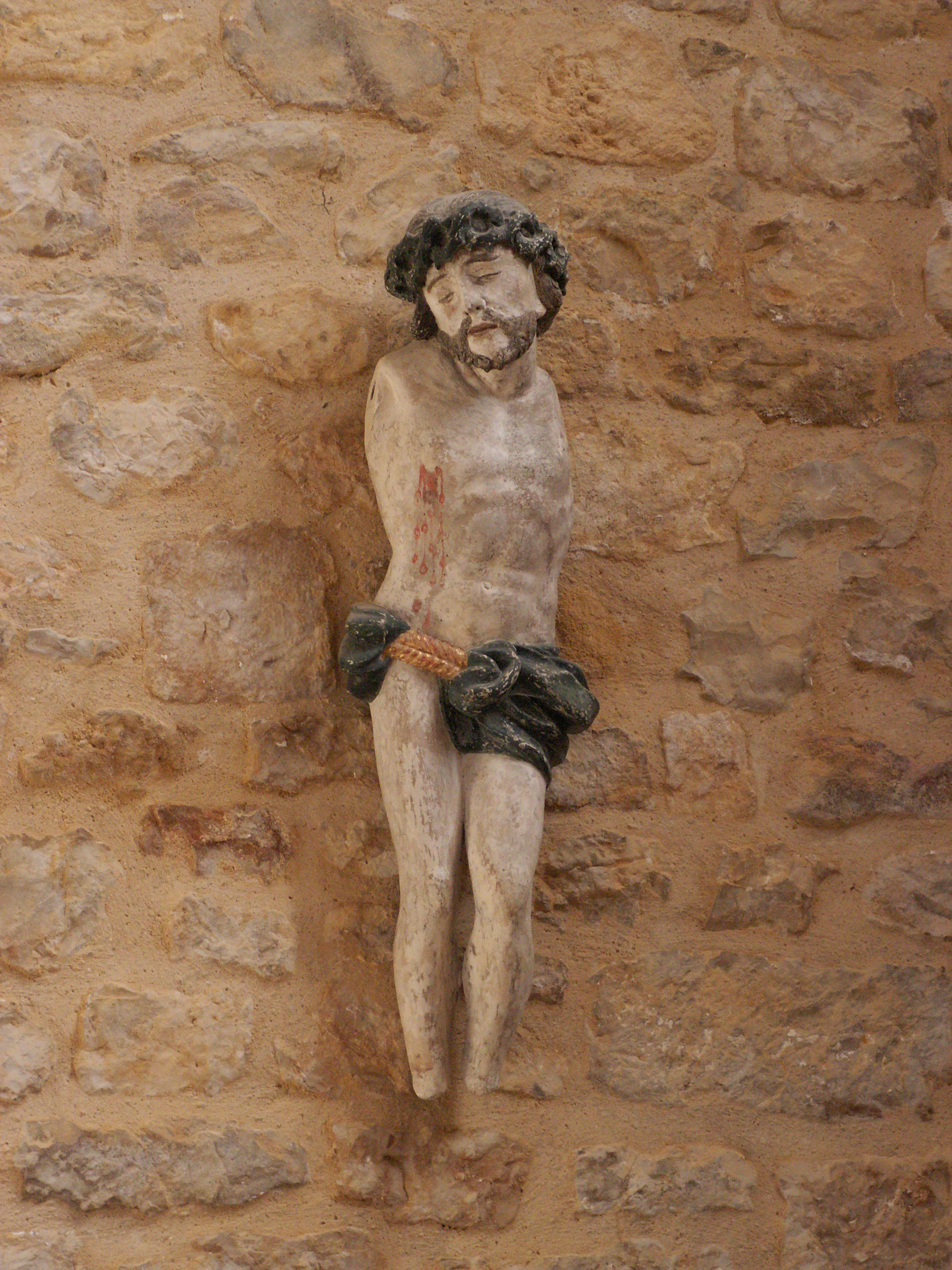
Un buste du Christ de l'église de Payrac.
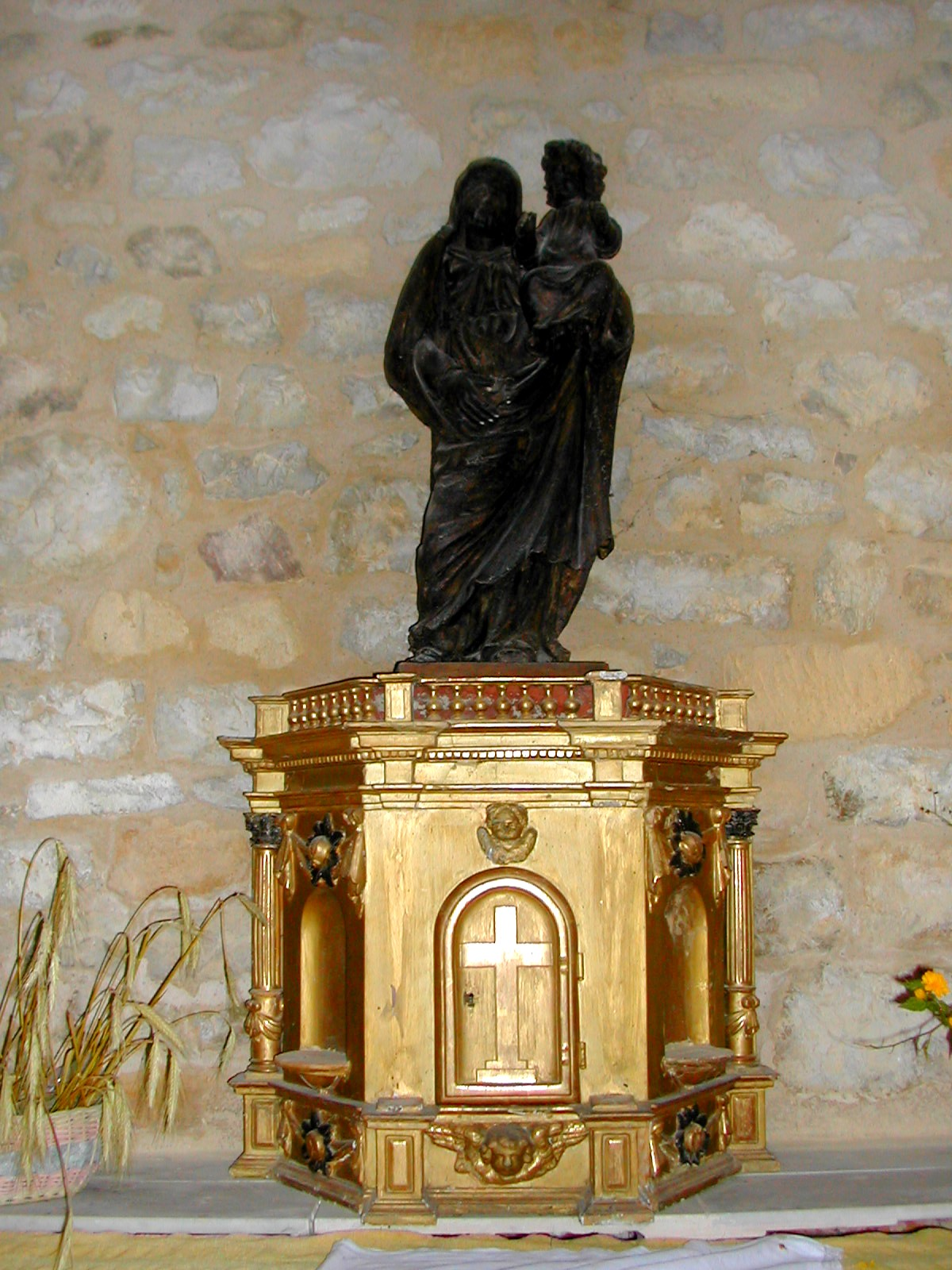
Vierge à l'Enfant en bois sculpté et un petit tabernacle de style Louis XVI.
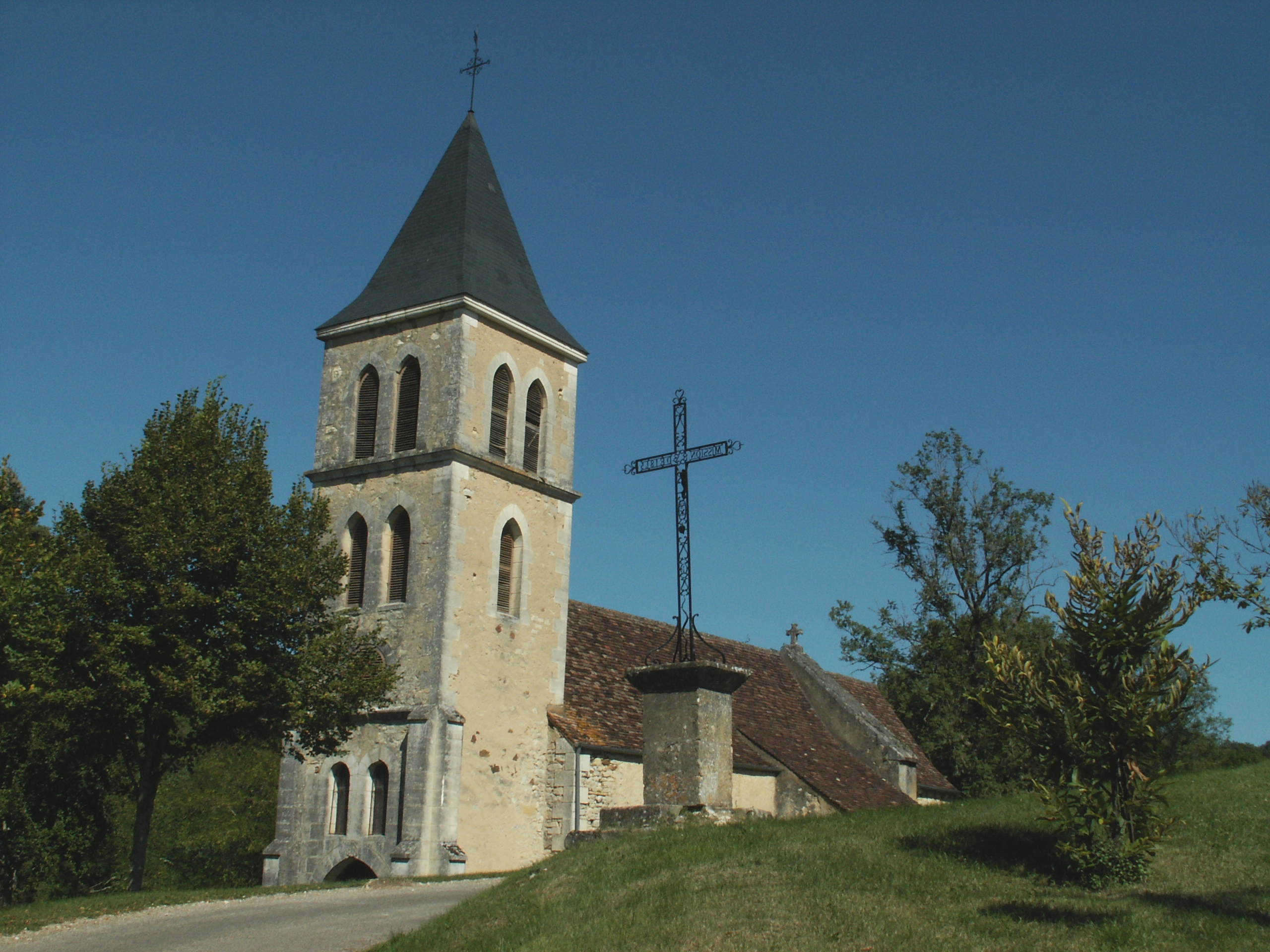
Église Notre-Dame de Camy

- L'hôtel de ville, construit en 1911, remplaçant l'ancienne mairie détruite en même temps que l'ancienne église Saint-Pierre car collée à cette dernière, est un bel exemple de l'architecture bourgeoise du début du XXe siècle ; construite en briquettes et pierre blanches, elle se démarque ainsi des autres bâtisses du centre du village. Privé de son campanile (clocheton) depuis 1948 (rasé par manque d'entretien par le maire de l'époque, M. Constant) il a été reconstruit à l'identique grâce à de nombreux dons des habitants du village et de quelques sociétés.
- Maisons bourgeoises du XVIIIe siècle au XIXe siècle le long de l'ancienne « route Royale »RN 20 aujourd'hui RD820. Maisons pittoresques dans le vieux bourg, vieux porche du XVIIe siècle dans la rue Saint-Louis.
- Grande croix en fer forgé de 1829 à un carrefour proche du lavoir.
- Monument aux Morts.
- Important patrimoine de monuments du XIXe siècle et XXe siècle. École maternelle, église Saint-Pierre, hôtel de ville, la villa des Pins, et de nombreuses autres bâtisses du bourg.

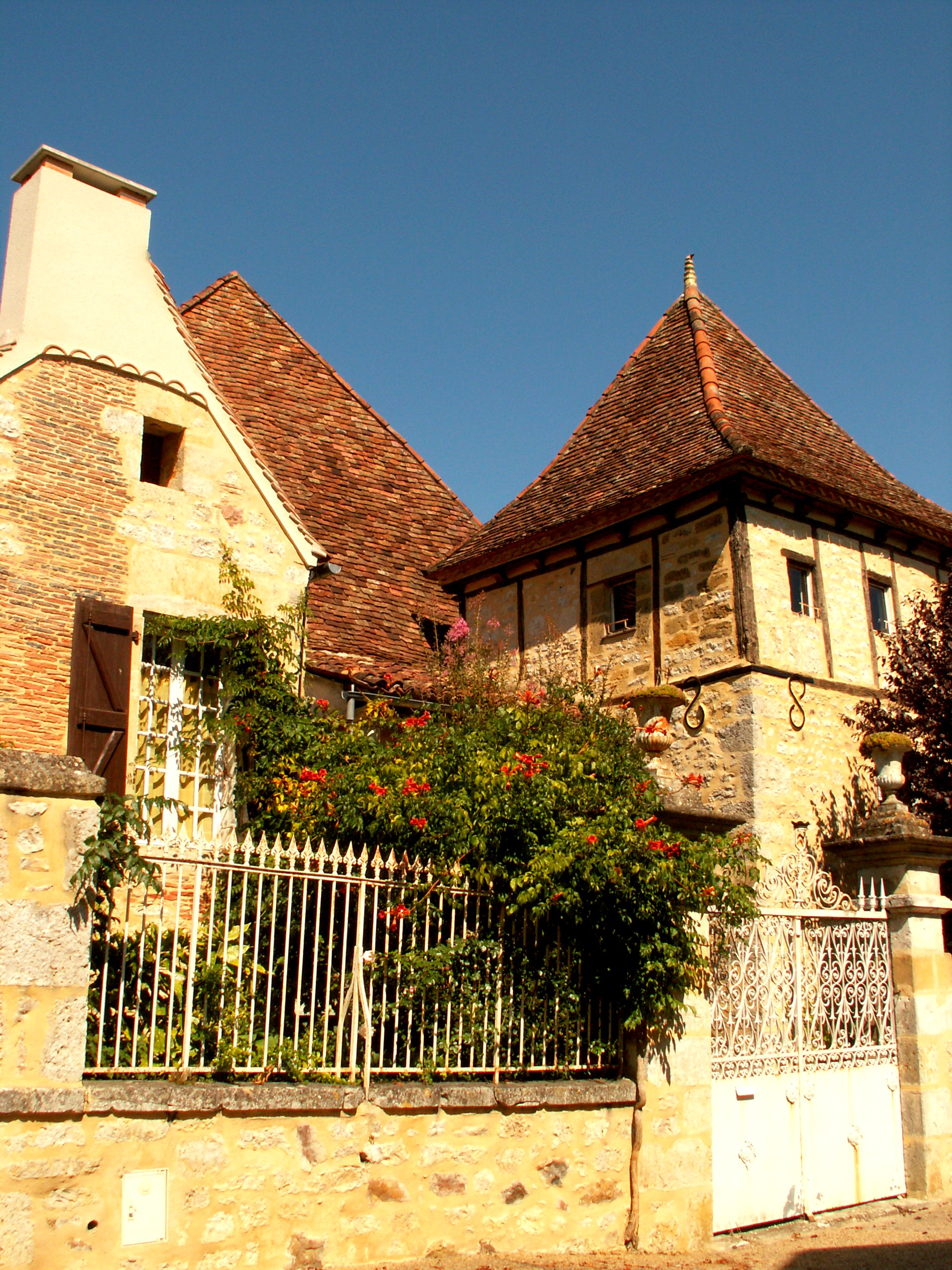
Maison ancienne dans le bourg.
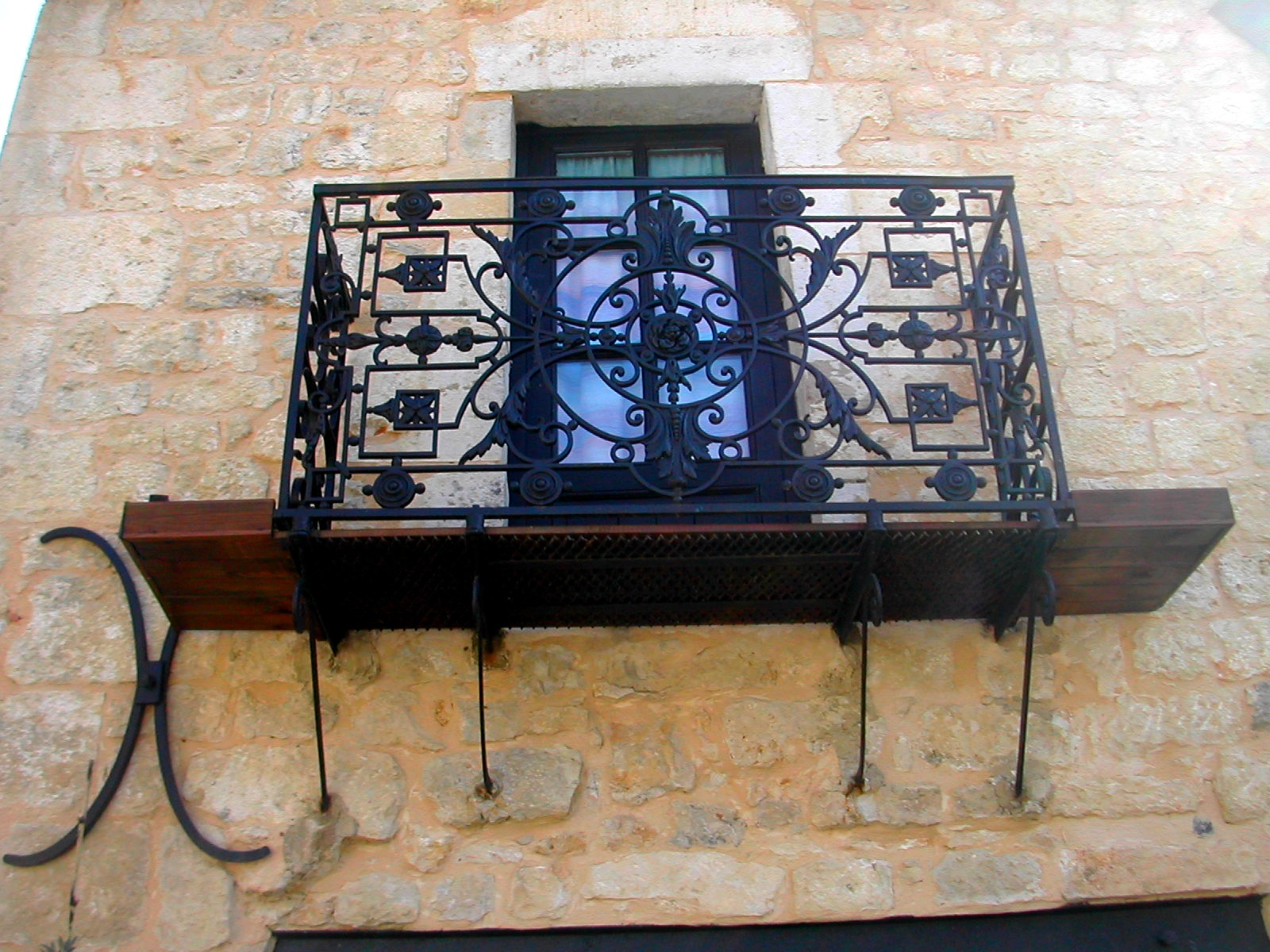
Balcon d'une ancienne ferronnerie, restauré récemment.
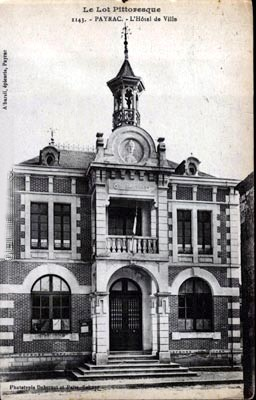
Mairie vieille carte postale.
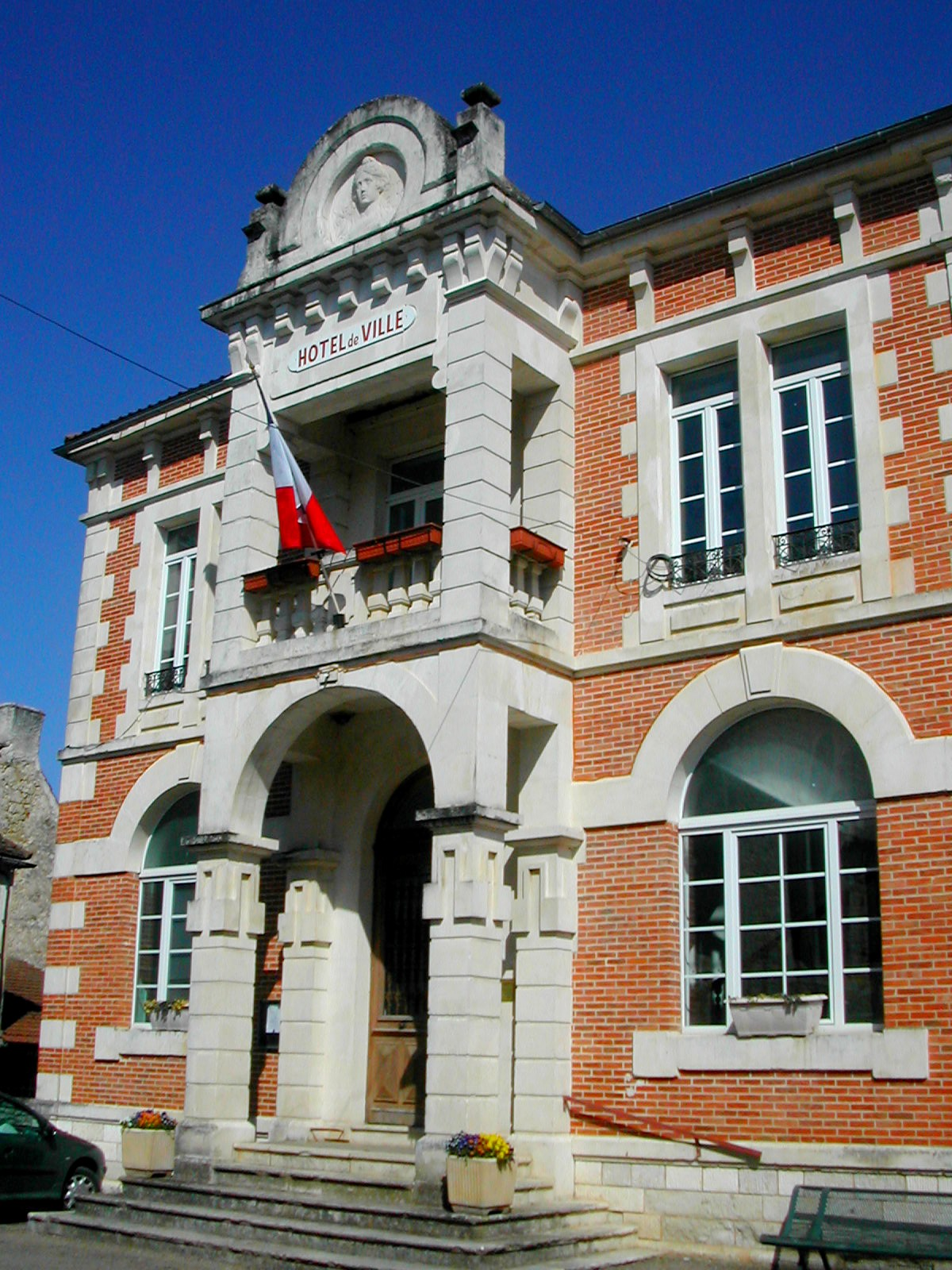
Mairie datant de 1911.
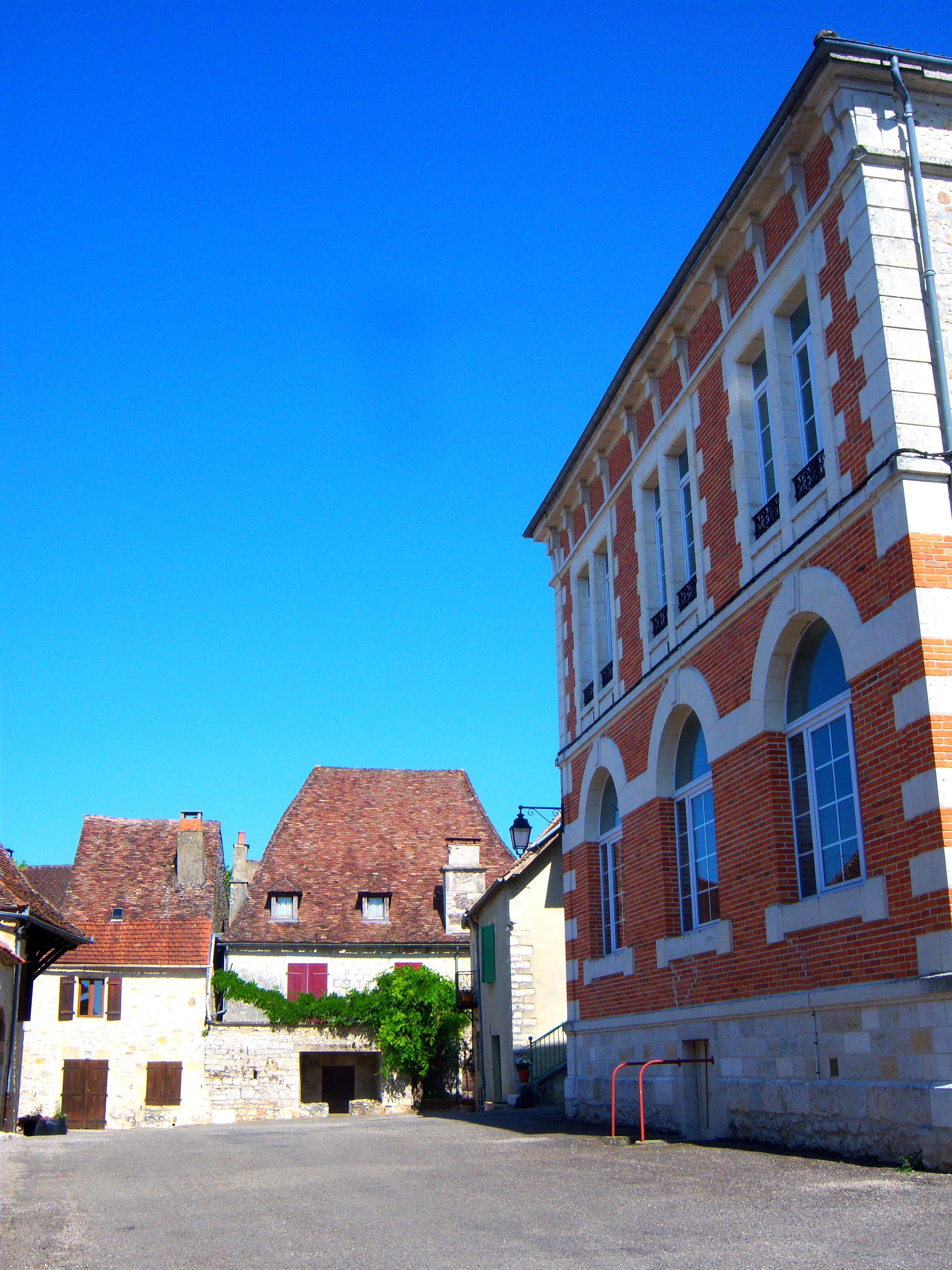
Rue de la Boucherie (derrière la mairie).
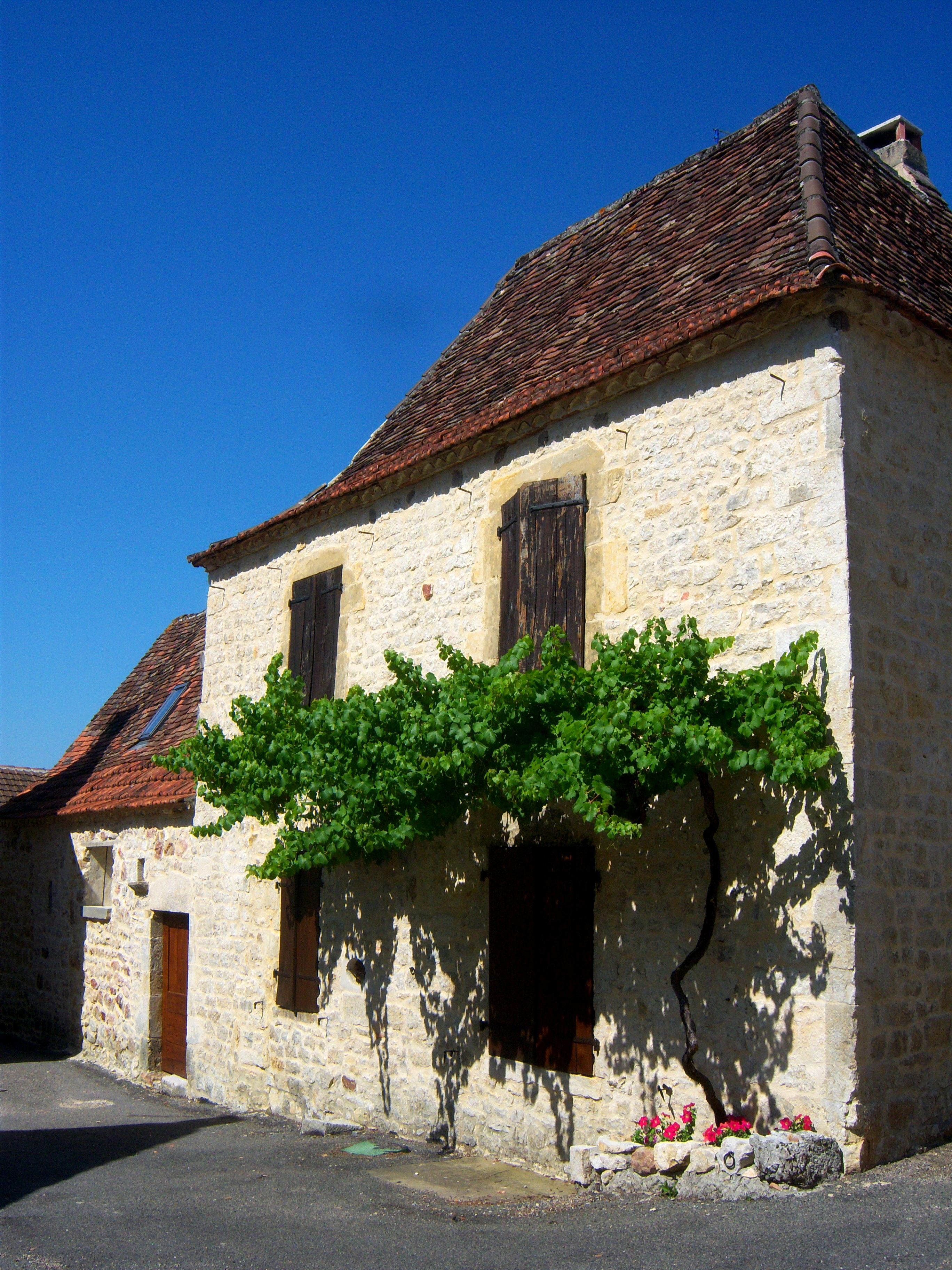
Maison rue de la Boucherie.
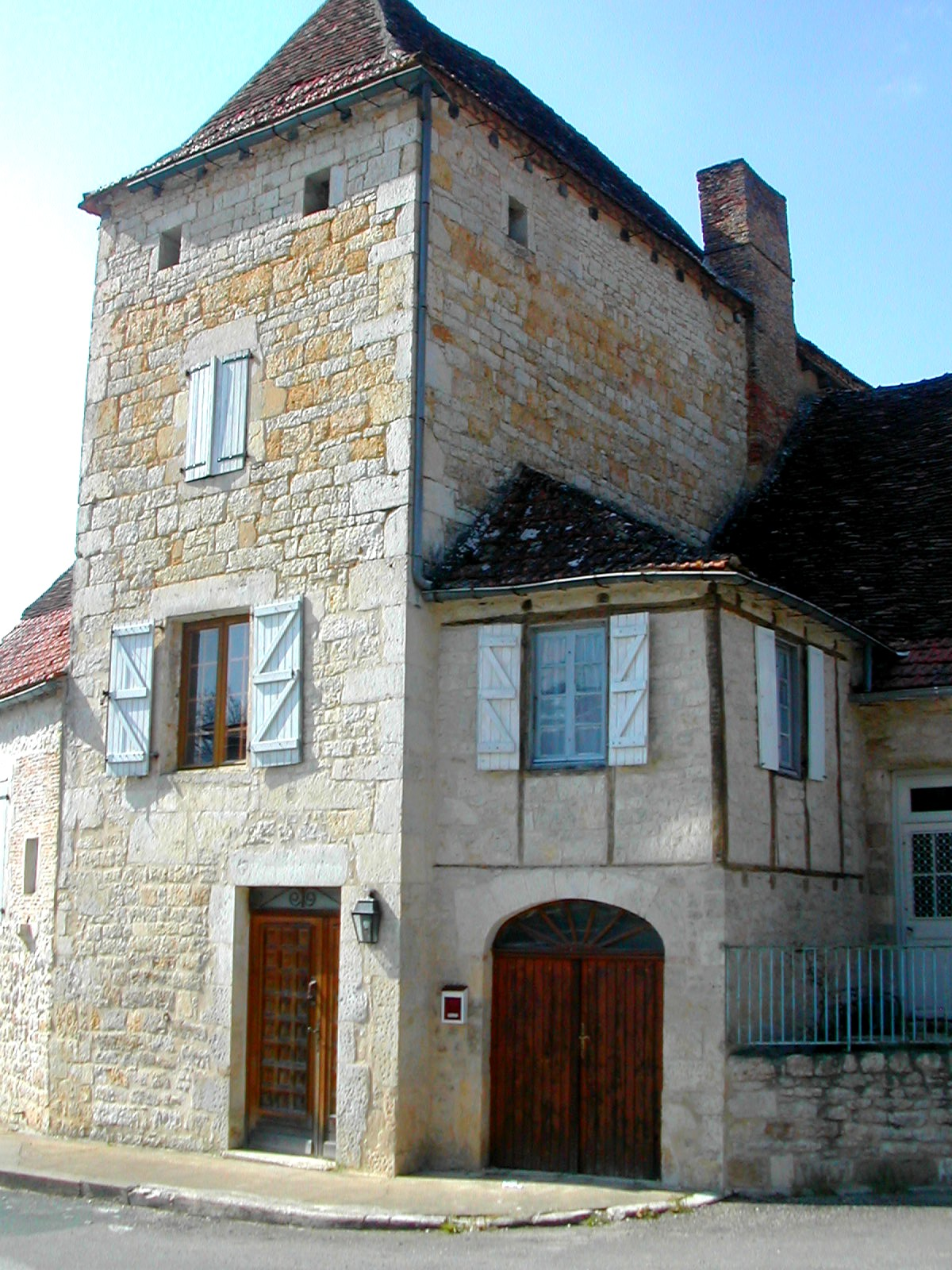
Maison la plus ancienne de Payrac sur la place Charles-de-Gaulle
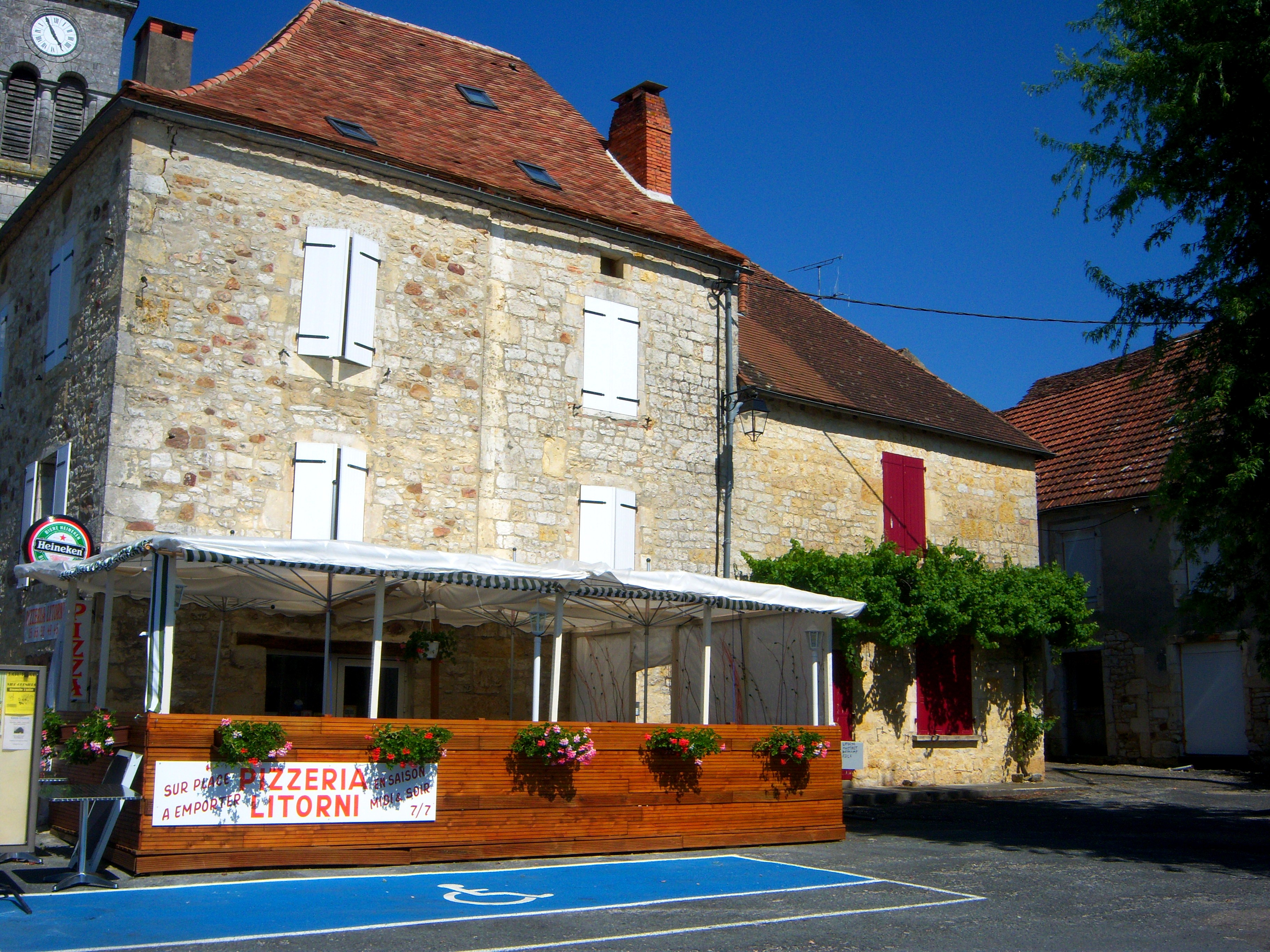
Pizzéria sur la place Charles-de-Gaulle.
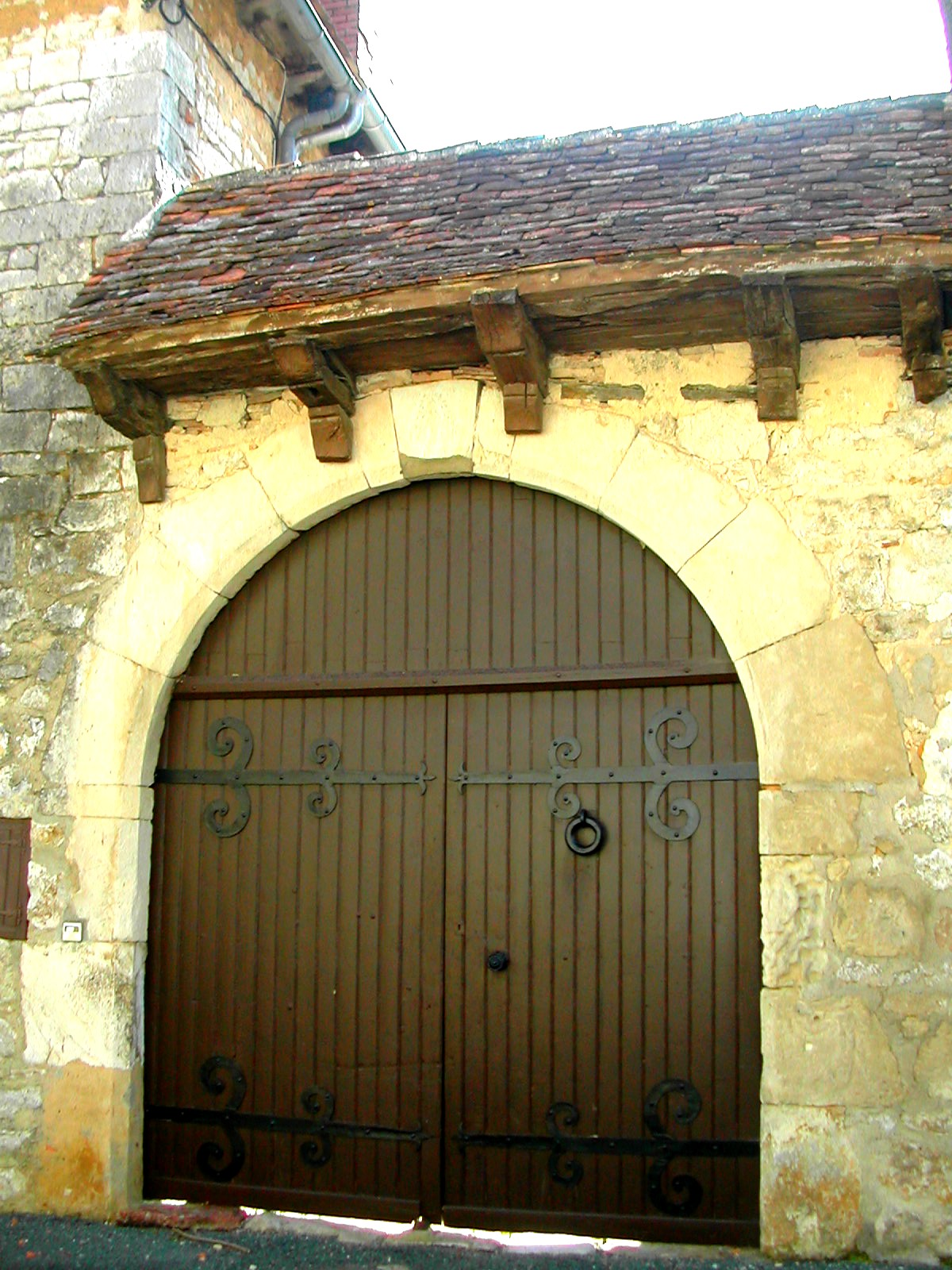
Vieux porche daté de 1666 dans la rue Saint-Louis.
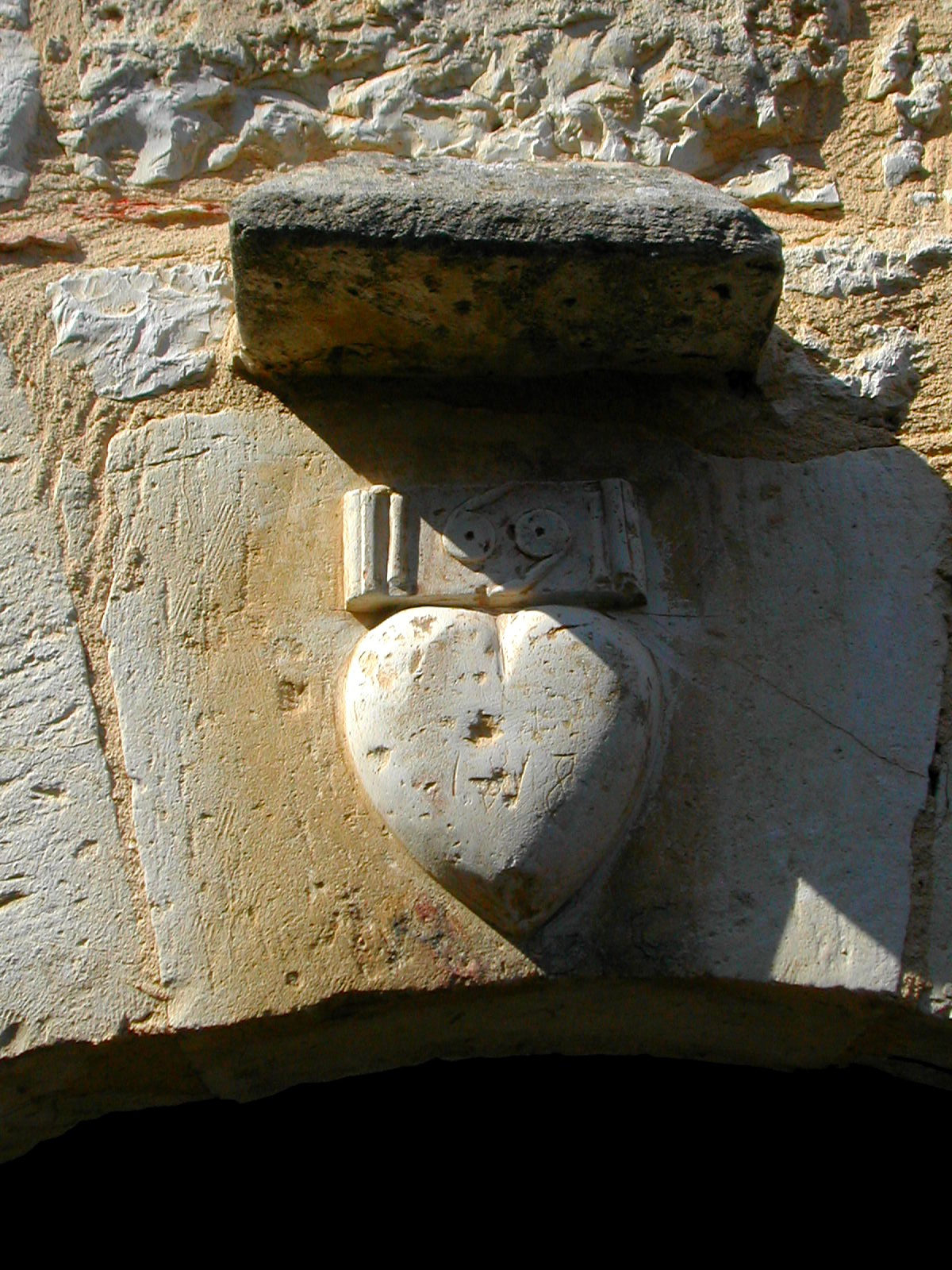
Fronton sculpté datant de 1691.
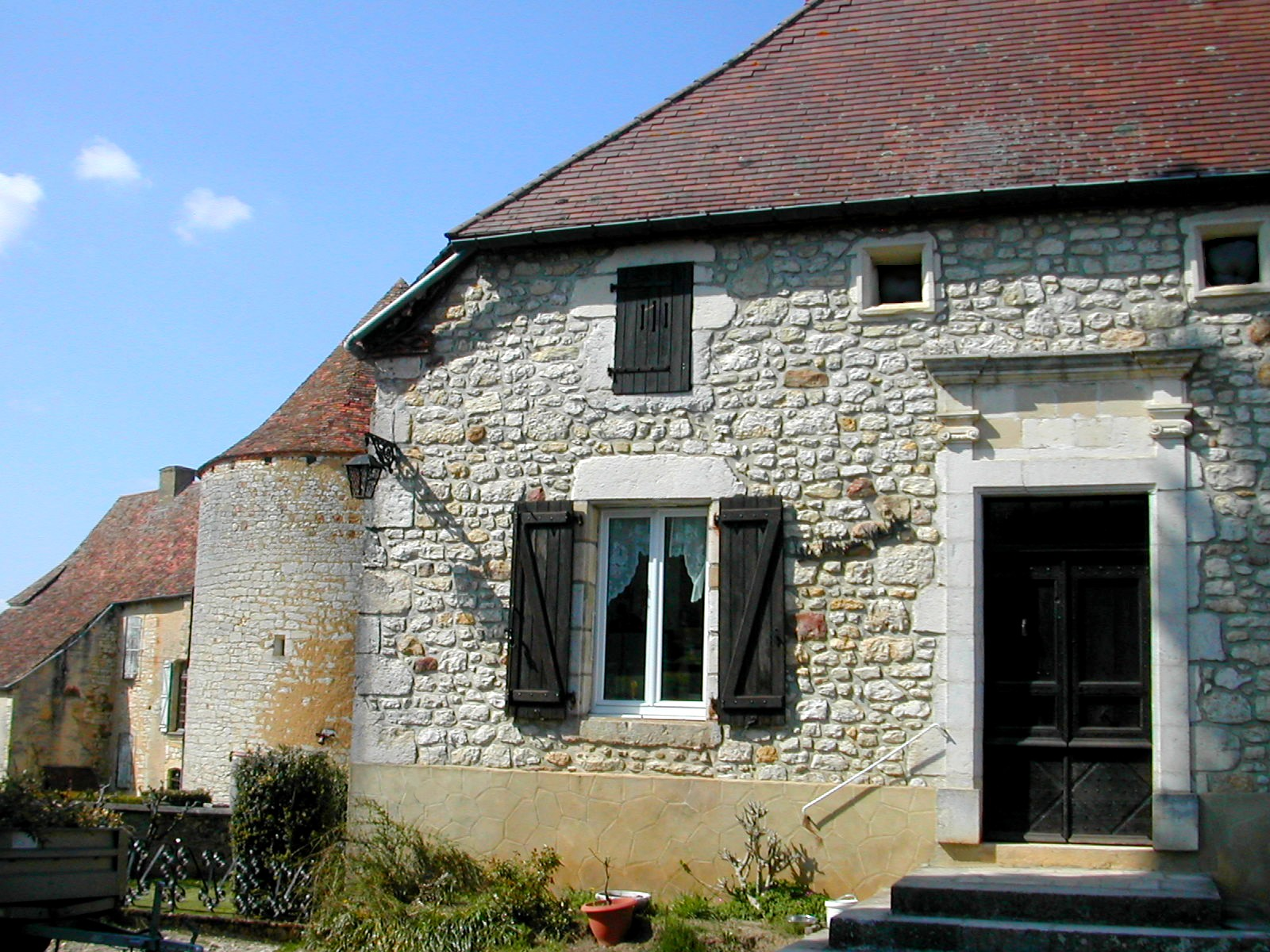
Maison et château en arrière-plan.
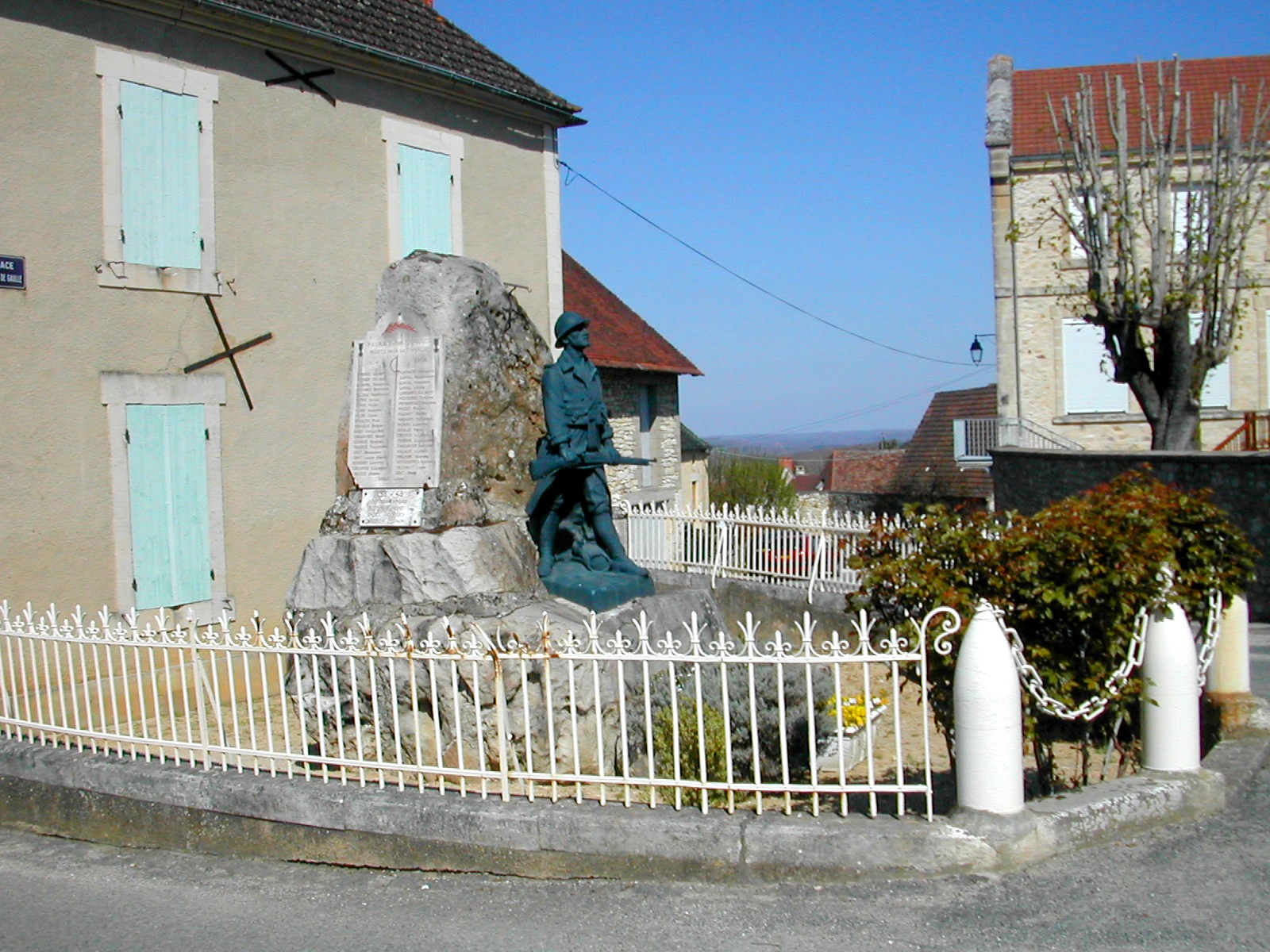
Monument aux morts.
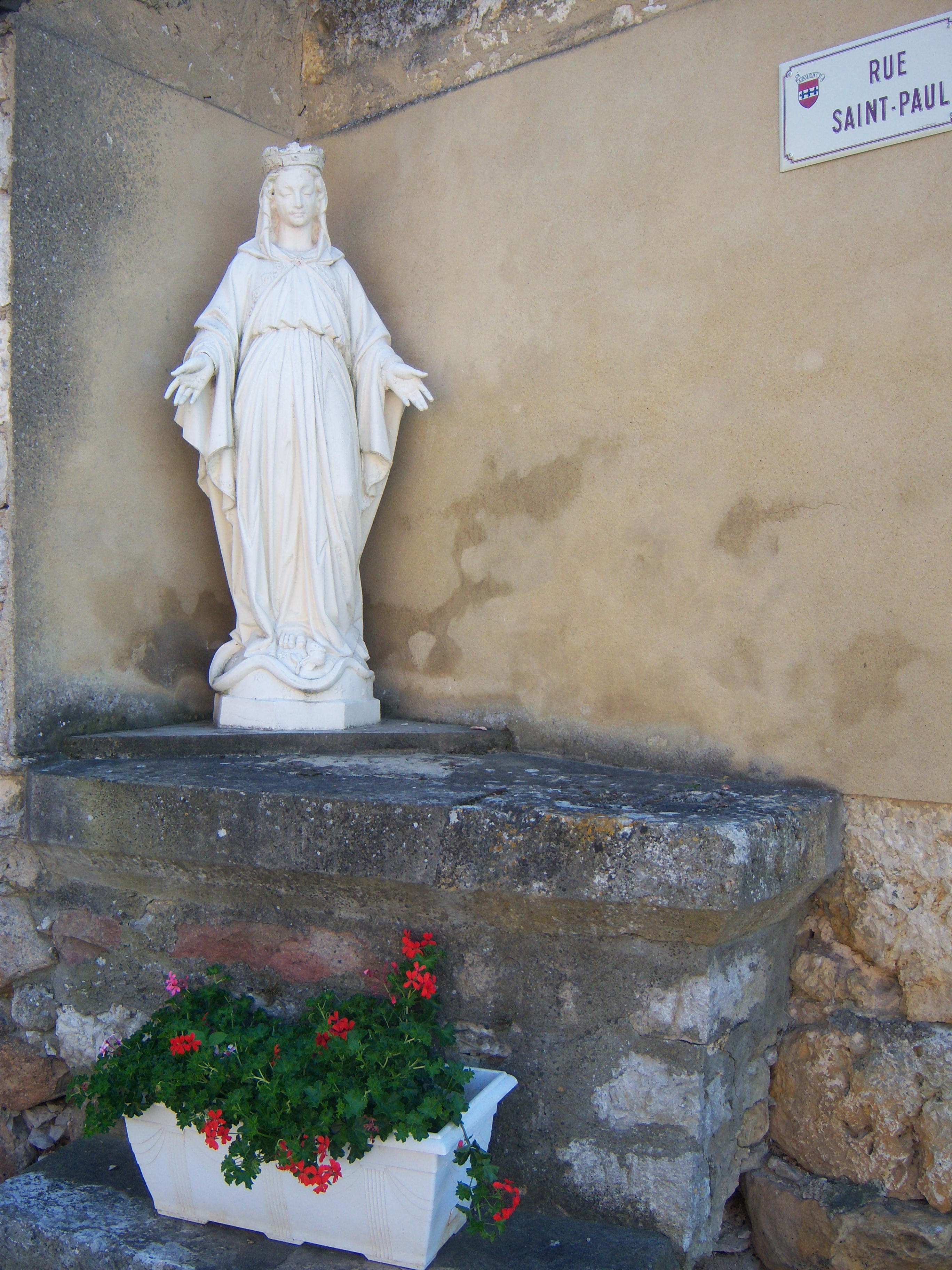
Statue de l'Immaculée Conception du Foirail.
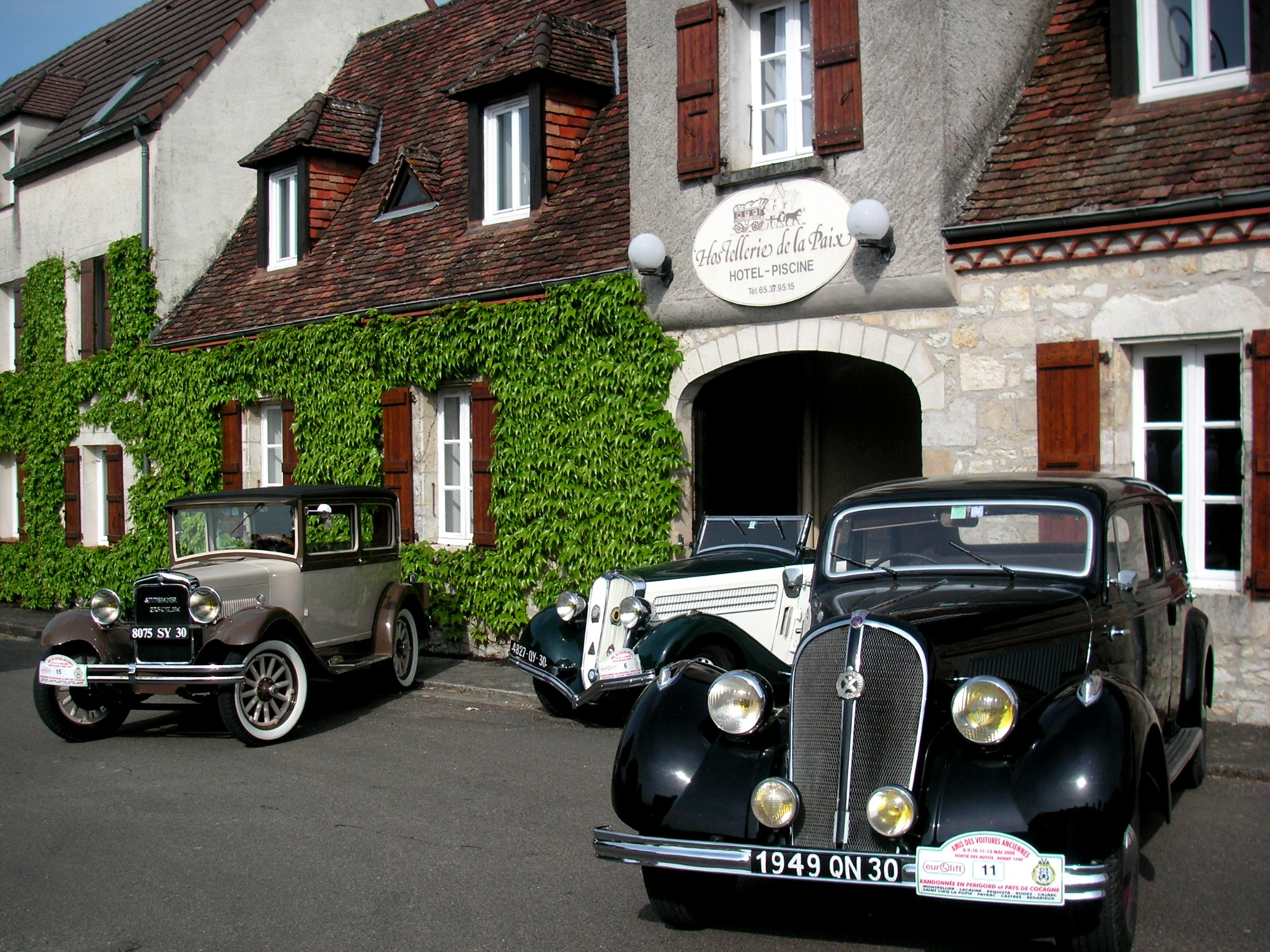
Voitures anciennes sur la place du Foirail.
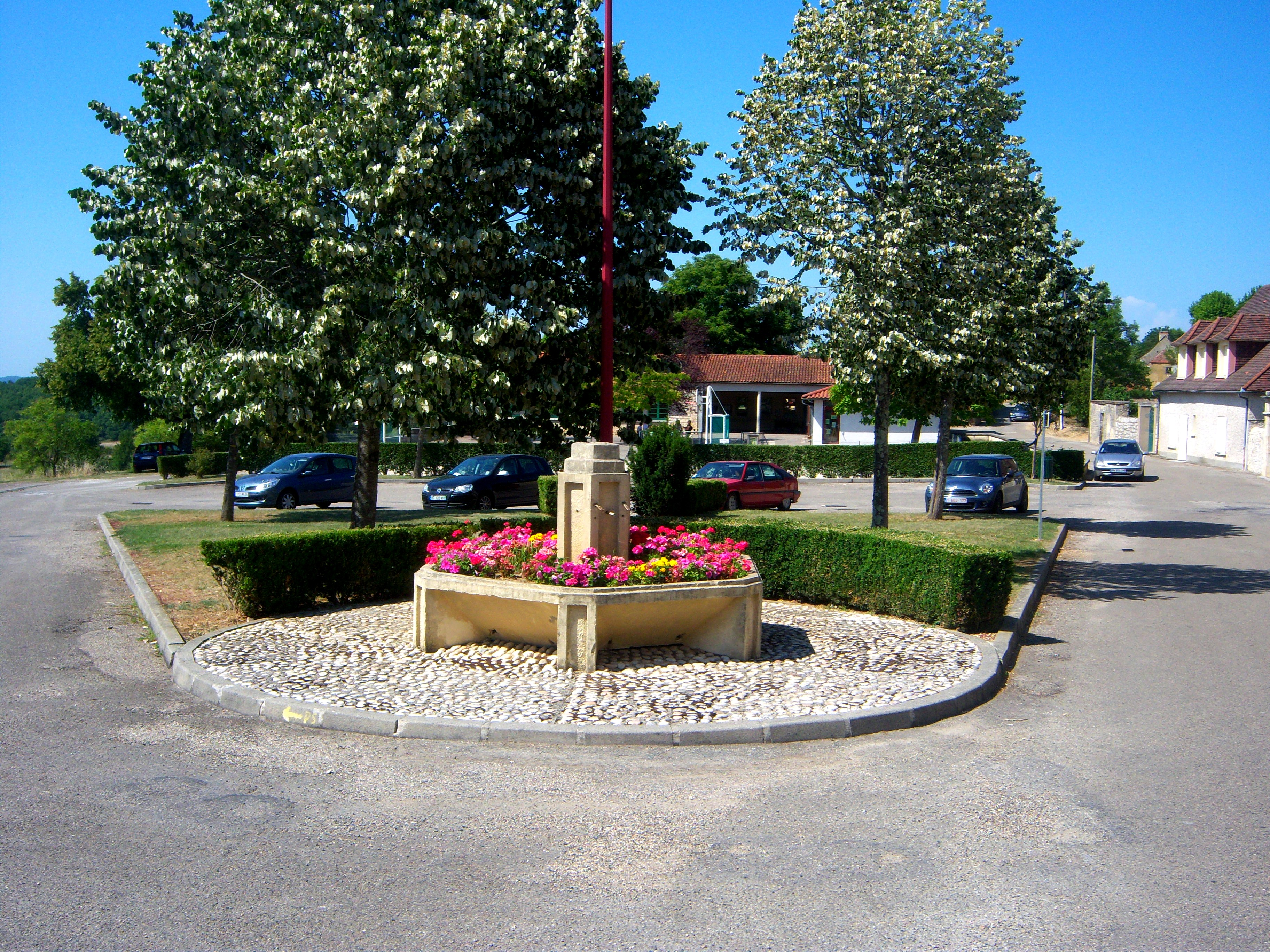
Square du 8-Mai (place du Foirail).
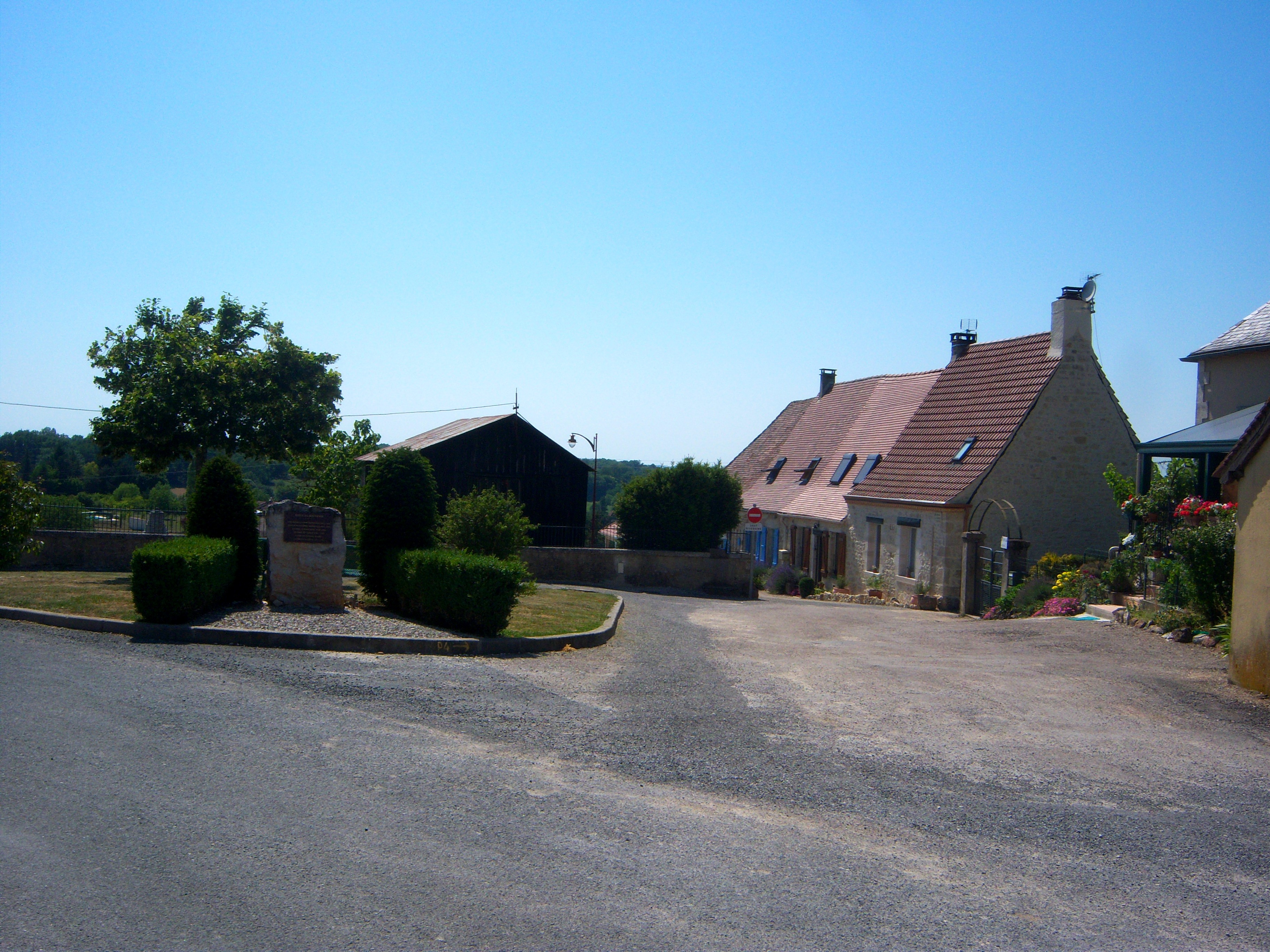
Place de la Bascule.

Aux alentours:
- Au sud-ouest, dans la vallée du Tournefeuille, hameau de Camy : tour carrée à échauguette d'un ancien repaire du XVe siècle en partie modifié début XIXe siècle ; église remaniée en 1898, d'origine gothique (vestiges et peintures).
- Les Granges : maison bourgeoise à porche ; maison rurale à bolet en angle et grange attenante.
- Au sud-est, sur le plateau caussenard, hameau dispersé de Toulas, résultat d'un repeuplement familial après la guerre de Cent Ans. Puits collectif voûté en berceau brisé récemment restauré près d'une ferme datée de 1788 ; maison d'habitation à lucarnes ornées d'épis de pierre, précédée d'un porche (daté de 1700) et accompagnée d'un four à pain. Fontaine-lavoir vers La Séguinie.
- Four à pain de Campanole.

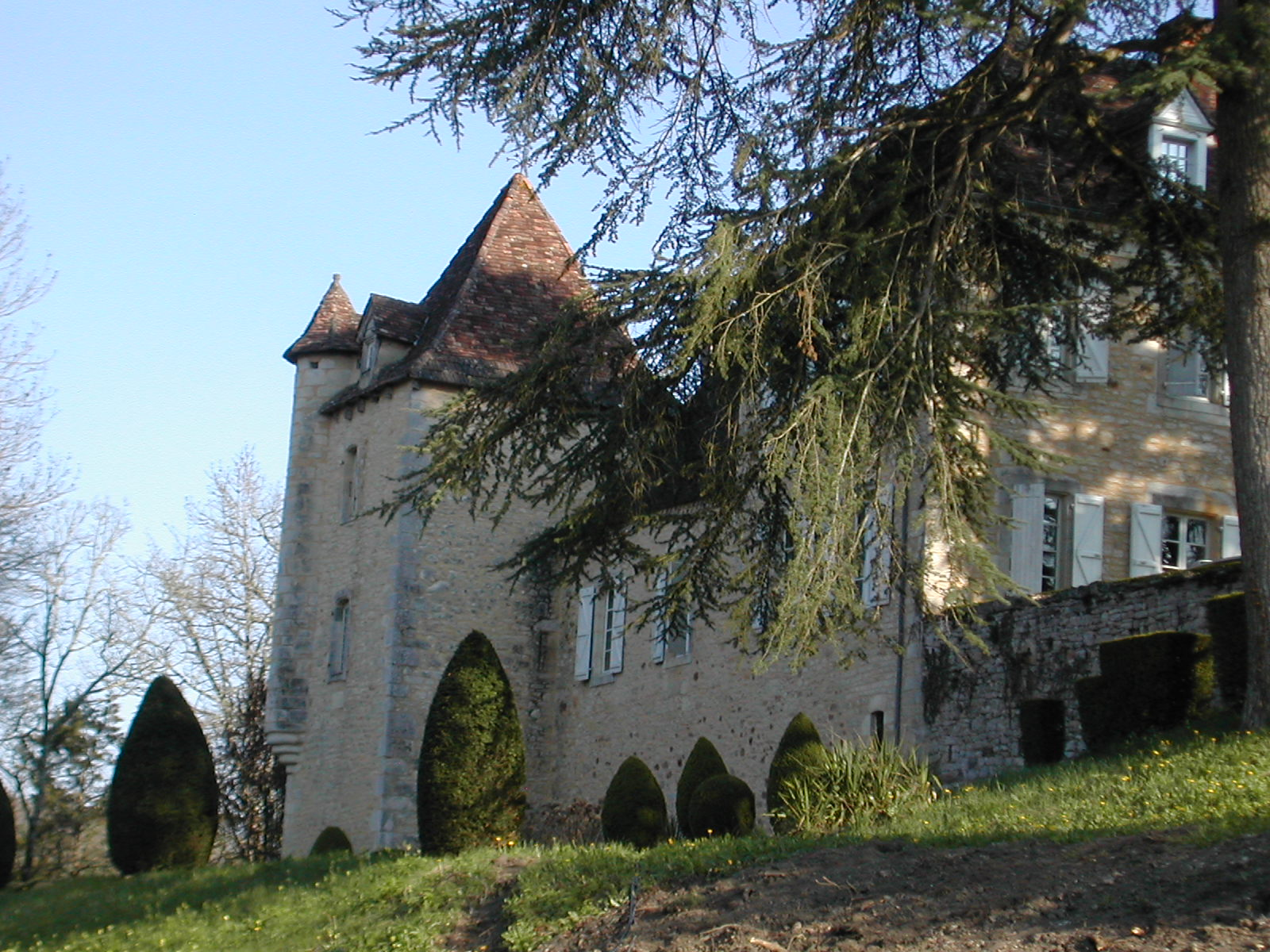
Château de Camy.
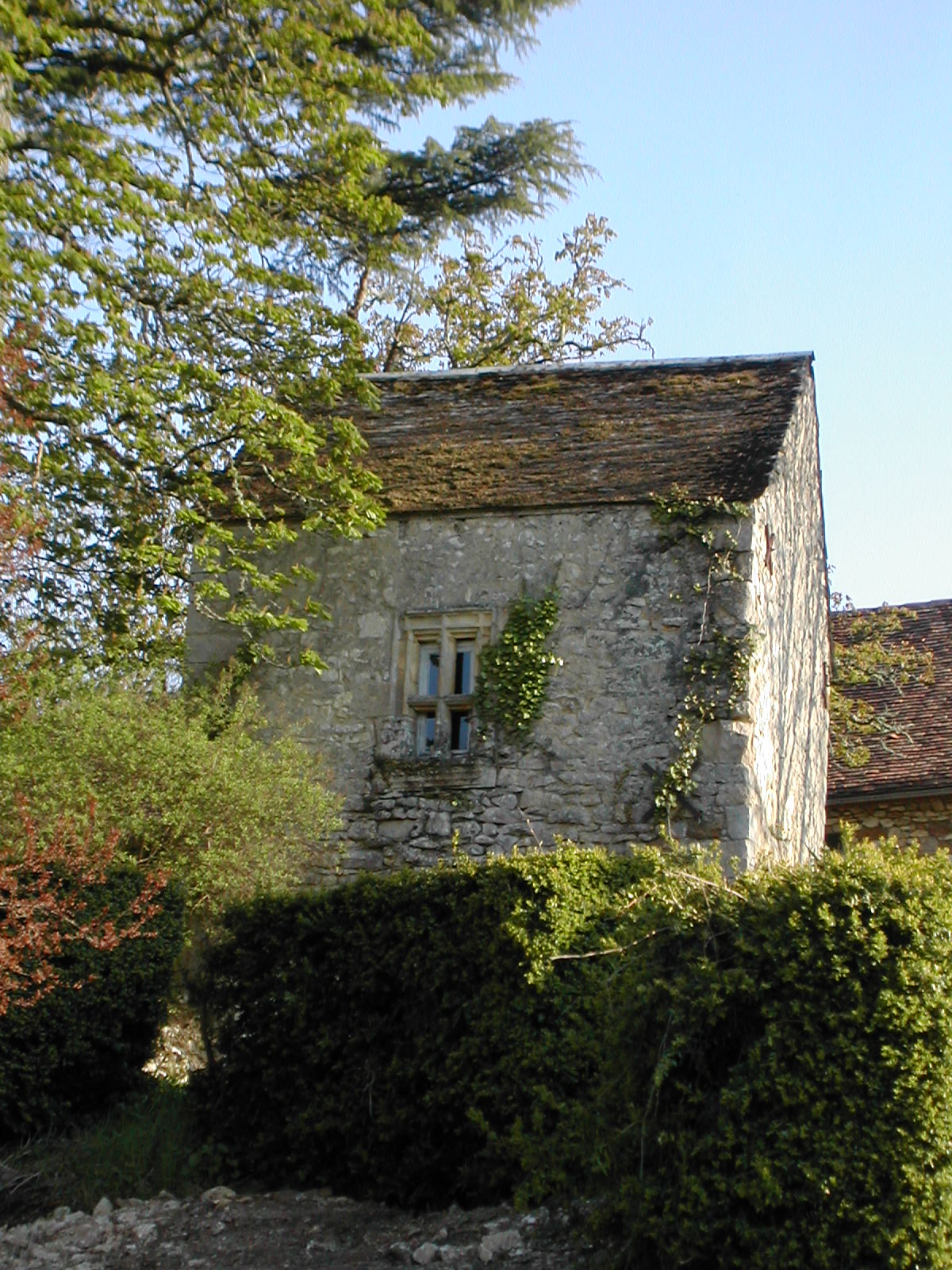
Château de Camy.
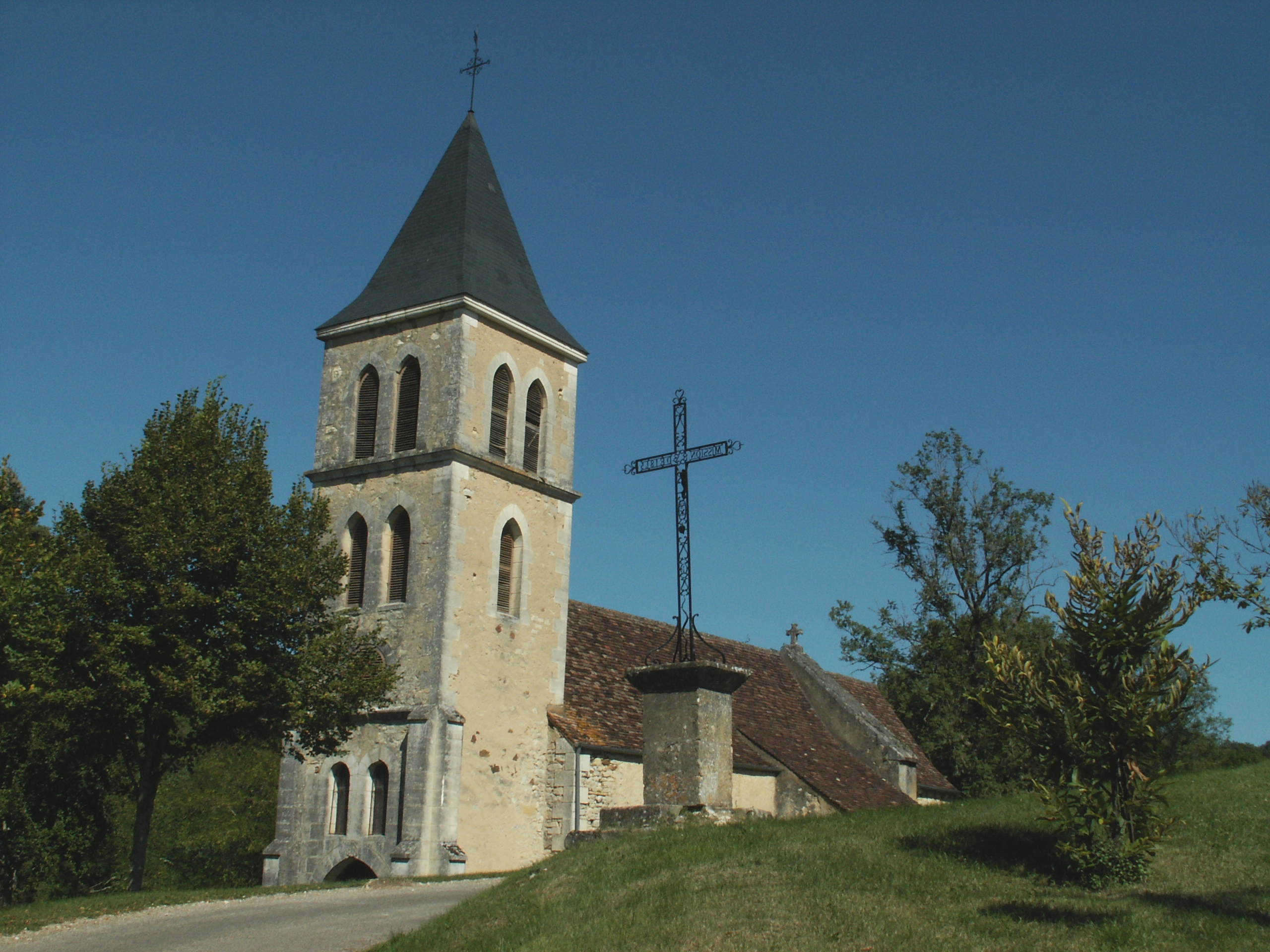
Église de Camy.
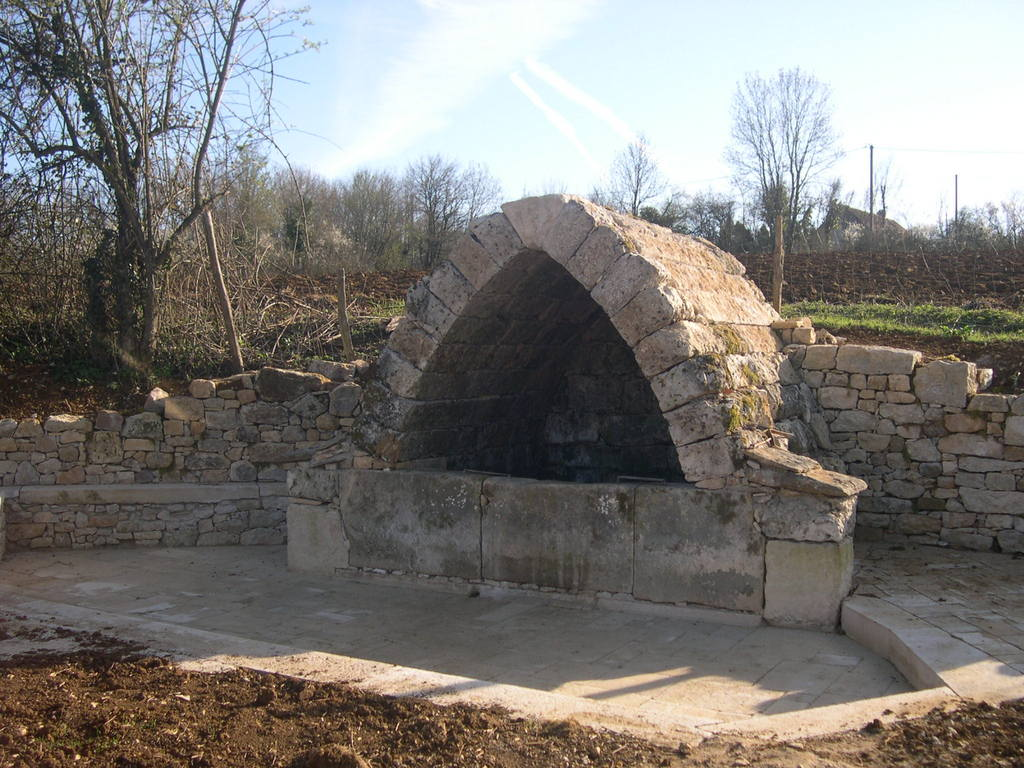
Puits collectif voûté de Toulas.
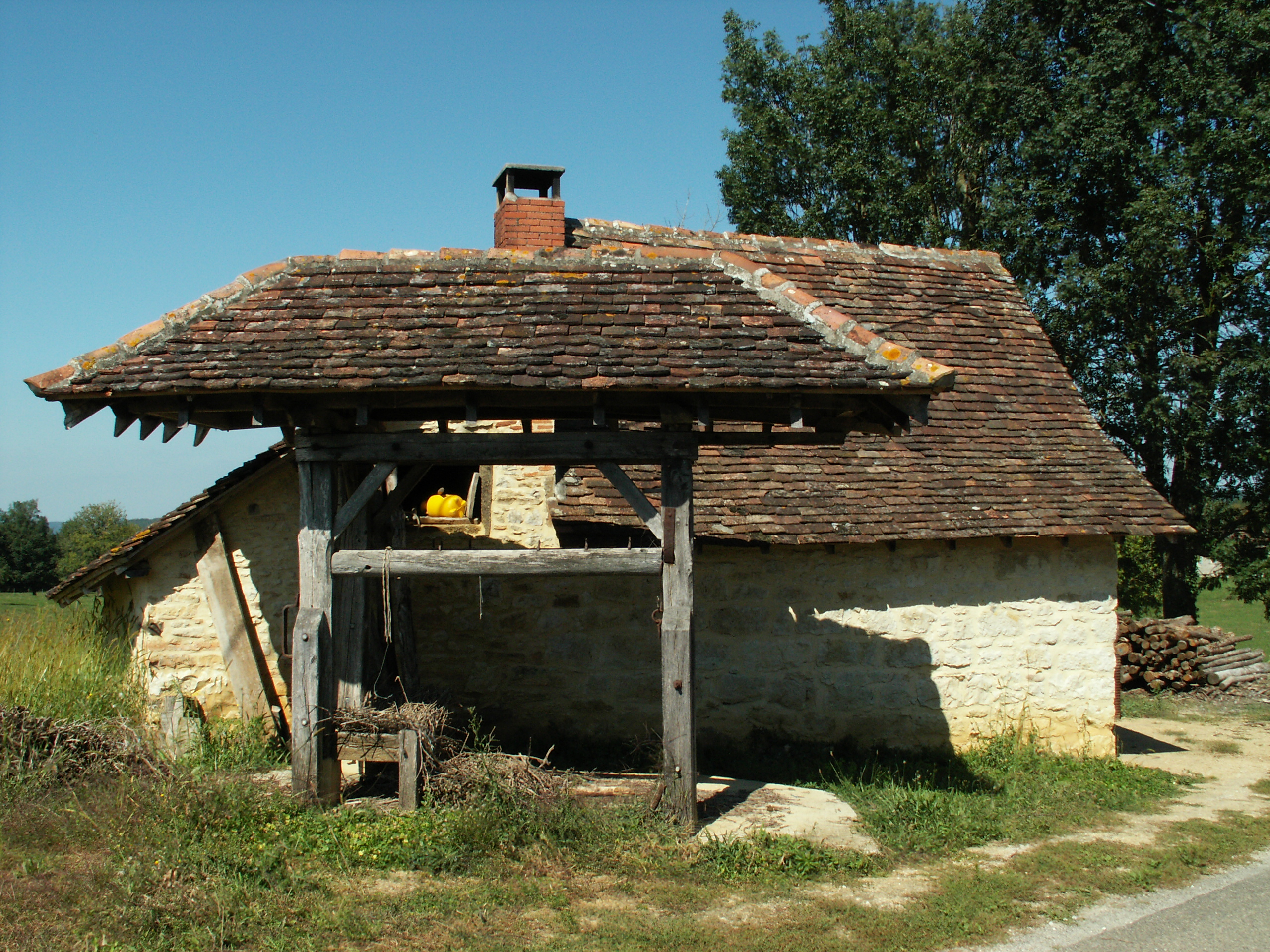
Four à pain de Campanole.

## Vie locale
- Services publics : Payrac dispose d'une gendarmerie, d'un bureau de poste, d'une ADMR, d'une maison des associations, d'une bibliothèque communale et d'une maison pluridisciplinaire de santé. Le village bénéficie également d'un terrain de tennis, d'un boulodrome et de plusieurs salles des fêtes (une salle en face de la mairie, une salle polyvalente près de la piscine). Payrac en effet partage un stade de foot avec la commune de Loupiac. Soutenue par le Conseil Général du Lot, une  Maison d'Accueil pour Personnes Âgées (MAPA) « Les 4 Saisons » a ouvert ses portes le 3 avril 2006 à Payrac. Cette maison est née d'un projet commun des communes de Payrac et Loupiac, accompagné par la MSA, relayé par la Communauté de Communes Haute-bouriane.

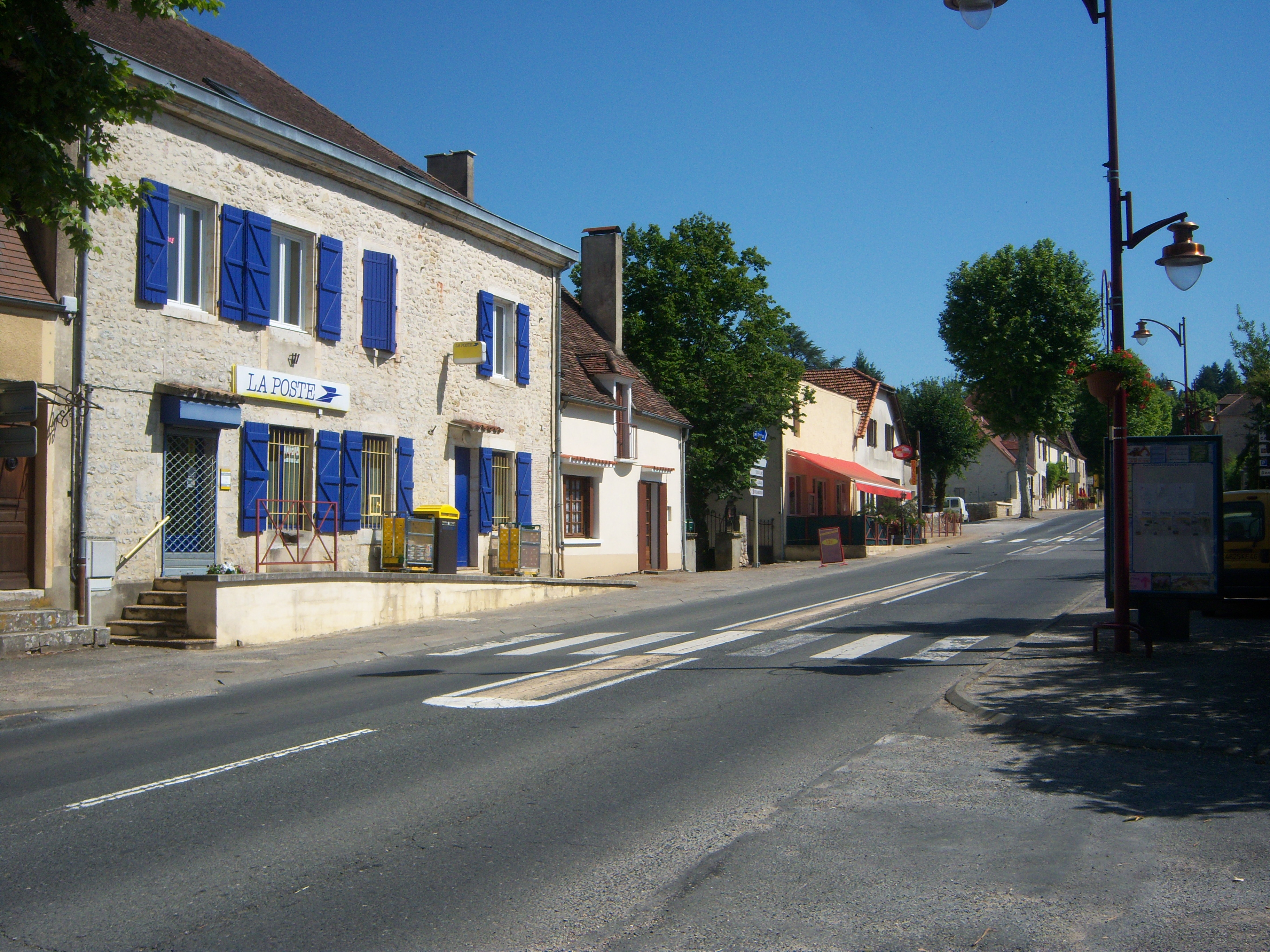
Poste de Payrac sur l'avenue de Toulouse.
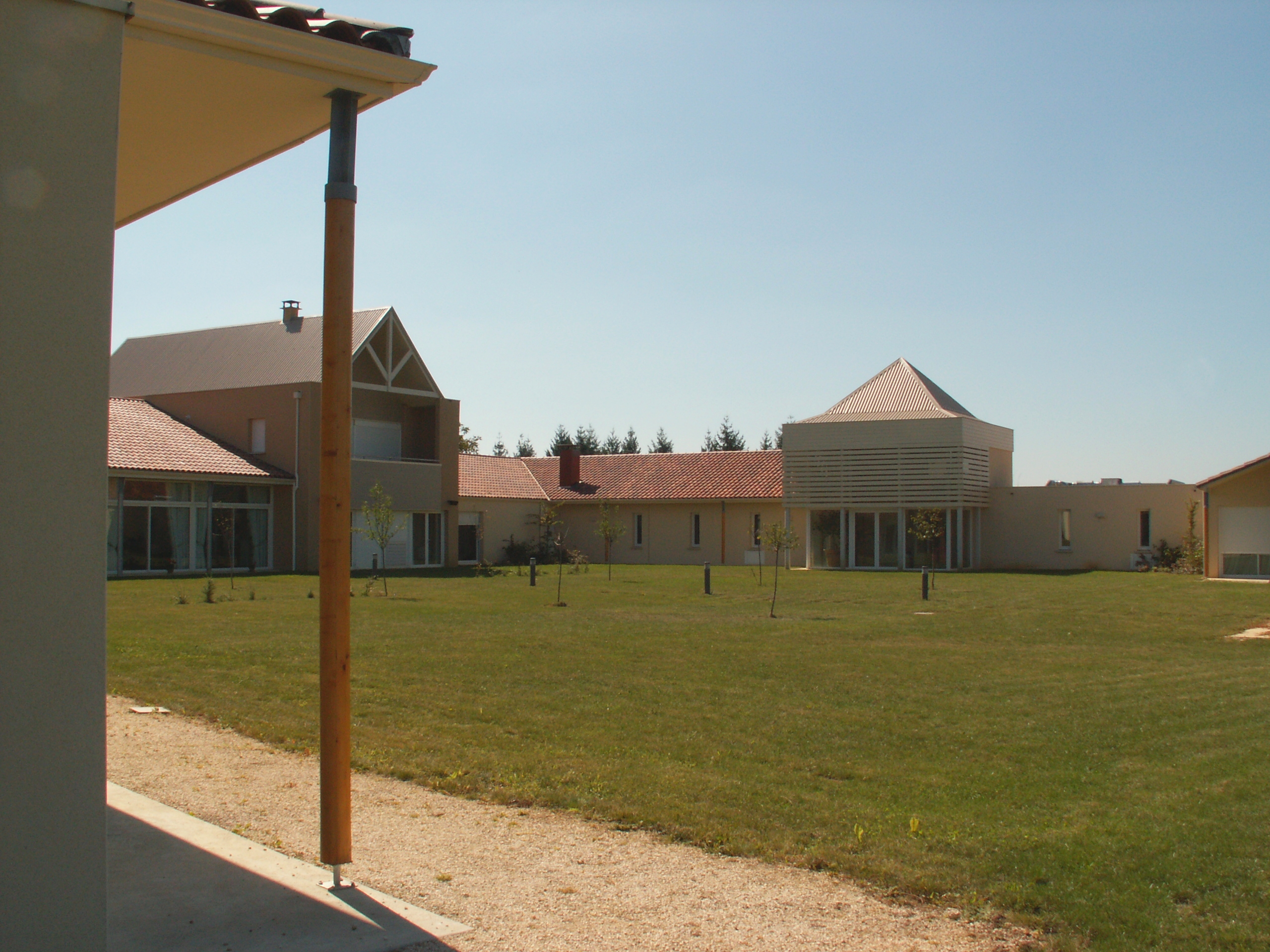
MAPA "Les 4 saisons" de Payrac.
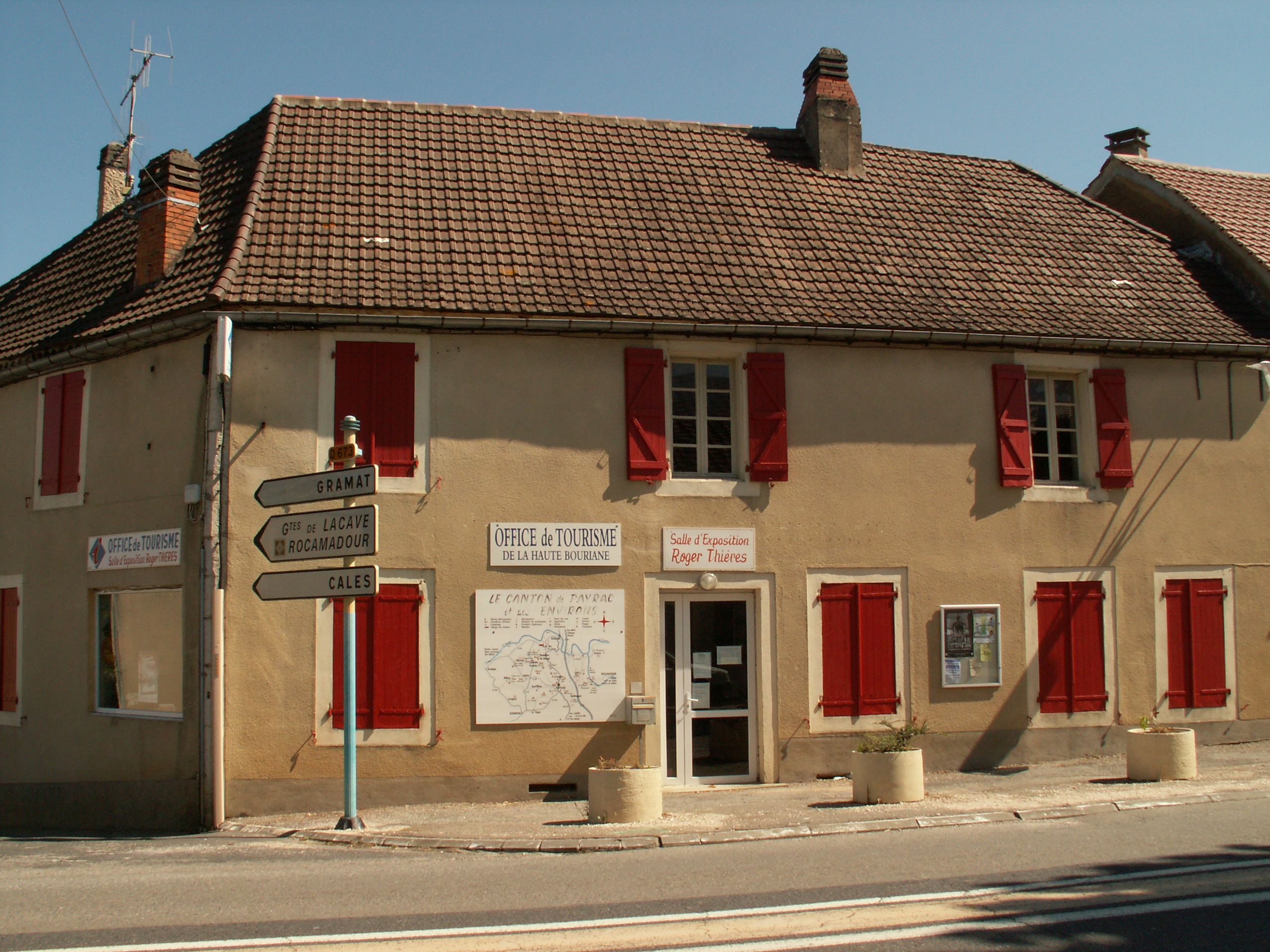
Maison des associations et bibliothèque communale

- Enseignement : Une école maternelle et primaire sont présentes dans la commune de Payrac. À la suite d'un réaménagement total des établissements, les deux écoles se trouvent depuis 2020 sur la Place du Foirail et portent le nom suivant : École des Lys. Un centre de loisir « Le Petit Prince » a ouvert en 2020 dans les locaux de l'ancienne école maternelle située près de l'église.

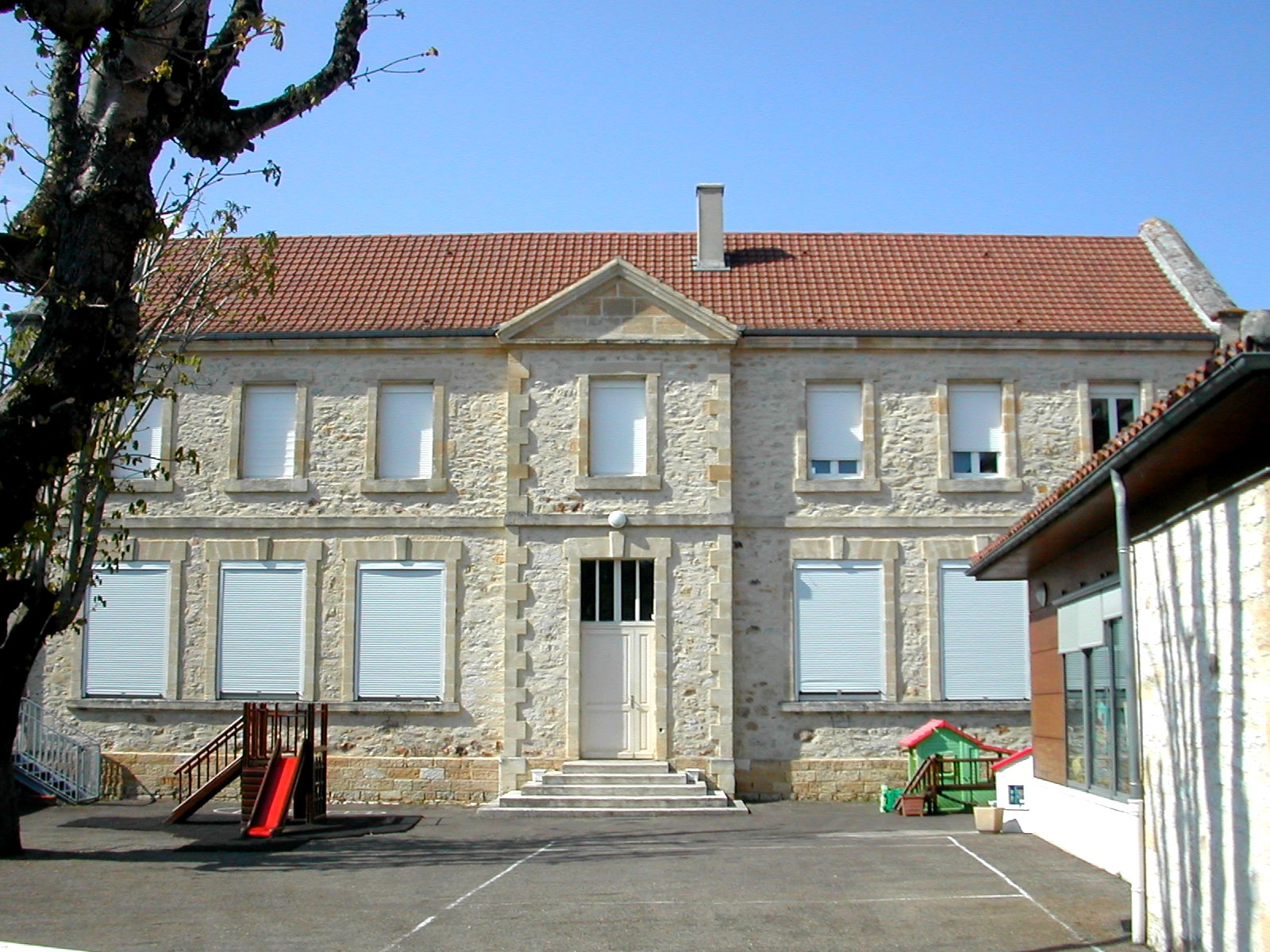
Ancienne école maternelle place Charles-de-Gaulle devenue aujourd'hui centre de loisirs.
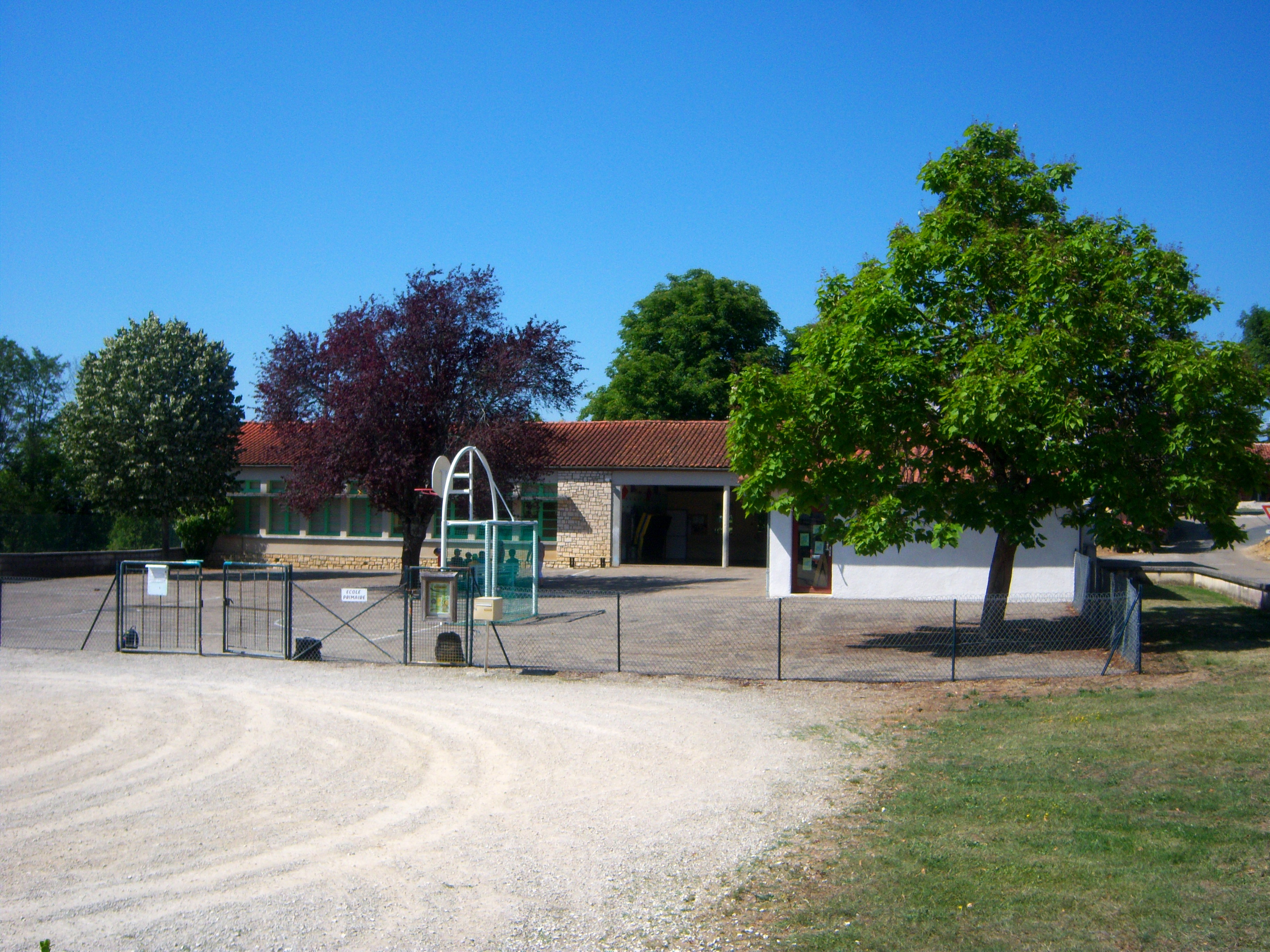
École primaire place du Foirail avant les travaux de réaménagement

- Commerces de proximité et produits régionaux: Payrac bénéficie de tous les commerces de proximité avec une épicerie Proxy, un tabac-presse, une boulangerie, un coiffeur, mais également d'une station-service et de plusieurs garages. Payrac dispose aussi de différentes boutiques de produits régionaux (Maison Jacquin, Maison Adenot, Fromagerie Lahore...).

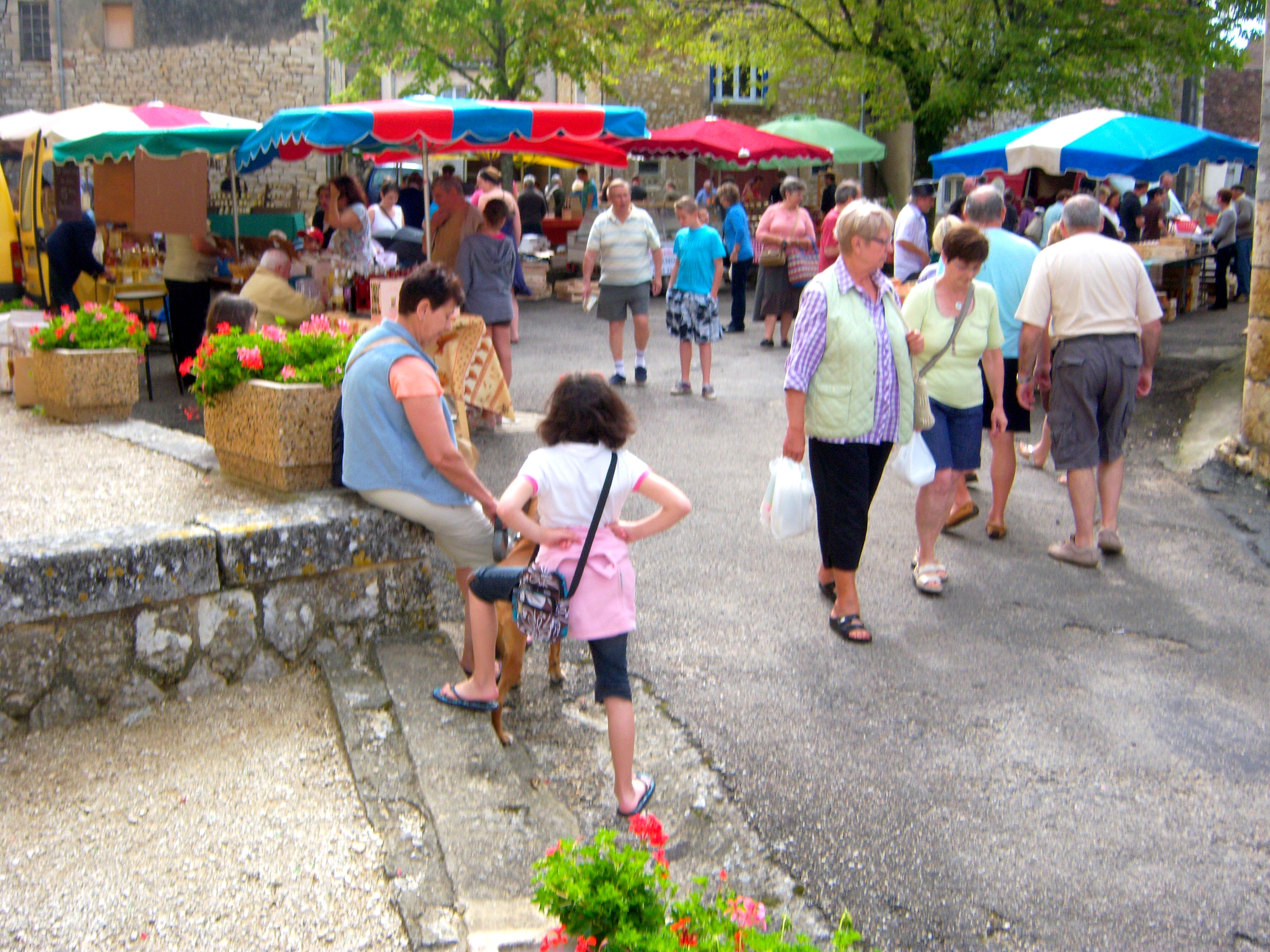
Secteur touristique : Situé à la lisière du Parc Naturel Régional des Causses du Quercy, à mi chemin entre Sarlat et Rocamadour, le village de Payrac vie au rythme du tourisme. Le village comporte alors différents campings (Camping des Pins, Camping le Picouty, Camping Le Panoramic...), chambres d'hôtes et gîtes. Payrac dispose également d'un pizzeria près de l'église, et d'un café/bar. Un marché de producteurs fait vivrez le cœur de Payrac l'été.  - Marché de Payrac sur la place du Marché, présent lors de la saison estivale.
- Maison de Santé: Nouvelle architecture pour le village de Payrac, il aura fallu environ un an de travaux pour réaliser cette maison de santé qui aura coûté près de 1,4 million d’euros. Porté par la Communauté de communes du Pays de Souillac-Rocamadour depuis 2012, le projet a pour objectif de lutter contre la désertification médicale en permettant l’installation de médecins généralistes, spécialistes et paramédicaux. La première pierre est posée le 17  juillet 2013. L’inauguration de cette très belle réalisation, signée de main de maître de l’architecte Émilie Wattier-Darnis du cabinet Arkhidée, a eu lieu le 15 novembre 2014. Ce bâtiment d’une superficie de 700 m2 rayonnant de luminosité comprend plusieurs pôles dont celui de l’ADMR, ses cabinets, ses espaces attente, ses bureaux, ses locaux techniques, son appartement destiné aux médecins internes ou stagiaire. La Maison de santé pluridisciplinaire regroupe aujourd’hui trois médecins, deux pharmaciens, quatre infirmiers, deux kinésithérapeutes, un orthophoniste, un podologue, une psychomotricienne, un dentiste, un psychologue et une diététicienne, soit au total une quinzaine de professionnels de la santé.

### Personnalités liées à la commune
- Pierre Jules Amadieu, militaire né le 6 août 1816 à Payrac et tué le 16 août 1870 à la bataille de Rezonville.
- Alfred Margis, (Colombes, 1874 - Paris, 1913), « enfant de Payrac » auteur de la Valse bleue.
- Abbé Paul Boisset (Marmande, 3 mai 1917 - Cahors, 17 octobre 2006), curé de Payrac de 1971 à 1994, poète et compositeur de chansons, biographe du bienheureux Antoine Auriel-Constant.
- Professeur Edmond Jouve (né le 4 septembre 1937), promoteur et président des Colloques francophones internationaux du Canton de Payrac (1991 - 2000).
- Philippe Loiseleur des Longchamps Deville (Dakar, 27 juillet 1923 - Toulouse, 24 février 2003), chevalier de l'ordre des Arts et des Lettres, historien, historiographe de Payrac.
- Simonne Loiseleur des Longchamps Deville (Montgiscard, 1928 - Gourdon, 2018), présidente du Cercle d'Étude du Gourdonnais (1989-2018), chevalière de l'ordre des Arts et Lettres.
- le Pape Pie VII, qui s'arrêta au relais de poste de Payrac dans la nuit du 30 janvier au 31 janvier 1814.
- Roger Thières, ferronnier d'art, artiste sculpteur, né et mort à Payrac (XXe siècle). Une salle d'exposition lui est consacrée à l'Office de Tourisme de Payrac.

## Héraldique
| Blason | Blasonnement : De gueules à la fasce d'argent chargée de trois fleurs de lys d'azur. |